# Pirenópolis
Pirenópolis, carinhosamente conhecida como Piri pelos turistas, é um município brasileiro situado no estado de Goiás, a aproximadamente 120 km de Goiânia a capital do estado e a 150 km de Brasília a capital federal. Reconhecida por sua rica história, belezas naturais e tradição cultural, a cidade é um importante destino turístico, atraindo visitantes pela exuberância do cerrado, suas famosas cachoeiras, arquitetura colonial portuguesa e pelas festividades tradicionais, especialmente as Cavalhadas, que acontecem durante a Festa do Divino Espírito Santo, um dos eventos culturais mais emblemáticos da cidade.
O acesso a Pirenópolis é facilitado por rodovias asfaltadas, como a BR-153, BR-070, GO-431, GO-225 e GO-338, além da Rodovia Municipal Parque dos Pireneus, e também por meio do aeroporto local. A cidade ocupa uma área de 2 200,369 km², sendo 8 km² de área urbana, e sua população foi estimada em 26.690 habitantes em 2022. Localizada no leste goiano, Pirenópolis faz parte da Região Integrada de Desenvolvimento do Distrito Federal e Entorno, região que abrange o entorno da capital federal.
A origem da cidade remonta a descoberta de jazidas de ouro por bandeirantes portugueses e paulistas nas proximidades do Rio das Almas nas primeiras décadas do século XVIII. Assim como nos demais locais de mineração do ciclo do ouro, atraiu aventureiros em busca de fortuna, que se estabeleceram no local que ficou conhecido como Minas de Nossa Senhora do Rosário de Meia Ponte em 7 de outubro de 1727. Em 1732 com a inauguração da Capela Nossa Senhora do Rosário, construída a partir de 1728 e elevada a Matriz em 1736, a fama das riquezas de ouro trouxeram mais portugueses para se fixarem no lugar, e a povoação ao se expandir rapidamente, passou a ser o centro de toda a região e cabeça de julgado.
Com o esgotamento das minas auríferas em toda a Província goiana ainda no século XVIII, muitas povoações após a falência caíram no esquecimento, tornando-se ruínas ou memórias. Em Meia Ponte, a decadência da mineração não acarretou no desaparecimento, e permitiu o incremento da agricultura como principal fonte de renda, posto atualmente ocupado pelo turismo, por possuir a cidade um considerável acervo patrimonial material, imaterial e natural, devidamente protegido por tombamento ou registros pela legislação municipal, estadual e federal. Sob a liderança do comendador Joaquim Alves de Oliveira, ao migar para a agricultura, o Julgado teve novo impulso econômico e expansivo, elevado a Vila em 1832, e a cidade em 1853, na época uma das mais importantes da Província de Goiás.
Após a morte do comendador Oliveira, a cidade entrou em falência urbana e estagnação, mudando de nome para Pirenópolis, até que em meados de 1930, a exploração da pedra de Pirenópolis (quartzito-micáceo) propiciou um ligeiro aquecimento na economia local ao serem utilizadas na construção de Goiânia, potencializado ainda mais com a construção de Brasília em 1960. Com os melhoramentos das vias e os acessos e começaram a chegar visitantes de outras localidades, tornando-se forte destino turismo do estado, com destaque a fauna, flora, cachoeiras, patrimônio edificado, além das celebrações culturais tradicionais com destaque na cidade e povoados. Dentre todas celebrações culturais, a Festa do Divino é reconhecida como patrimônio cultural imaterial pelo IPHAN e mundialmente famosa pelas Cavalhadas, evento premiado em 2022 pela Organização Mundial de Jornalismo Turístico como destaque do ano, recebendo 30 mil turistas em 2023.

## Etimologia
Pyrenópolis (ortografia arcaica), posteriormente Pirenópolis é o nome estabelecido pelo decreto estadual nº 18, de 27 de fevereiro de 1890, em substituição ao antigo Meia Ponte. A palavra foi criada pelo padre Antônio Justino Machado Taveira enquanto vereador em 1873, falecendo antes mesmo da aprovação estadual décadas seguintes.
O nome Pirenópolis é uma homenagem a Serra dos Pireneus, que circunda a cidade, portanto significa "a Cidade dos Pireneus". 
 Segundo a tradição local, a serra recebeu este nome por haver na região imigrantes espanhóis, provavelmente catalães. Por saudosismo ou por encontrar alguma semelhança com os Pirenéus da Europa, cadeia de montanhas situada entre a Espanha e a França, deram então a esta serra o nome de Pyrenéus, mas devido à pronúncia na língua portuguesa no Brasil, surgiu a grafia sem y e acento.

## História

### Primeiros povos
Antes da chegada dos exploradores europeus ao continente americano, a região central do Brasil, Pirenópolis era habitada por diversos grupos indígenas integrantes do tronco linguístico macro-jê. Entre essas comunidades nativas, destacavam-se os acroás, xacriabás, xavantes, caiapós, javaés, e outros povos indígenas. O surgimento de centros urbanos em Goiás, especialmente durante o século XVIII, estava estreitamente vinculado à corrida do ouro, um atrativo que atraía aventureiros em busca de riquezas para as minas. Predominantemente, essas minas eram garimpos simples, desprovidos de qualquer infraestrutura, muitas vezes localizados em encostas de morros, às margens de córregos, ribeirões e rios, frequentemente em vales profundos, como observado nas proximidades do Rio das Almas.

### Fundação
Nesse contexto desafiador, os bandeirantes desempenharam um papel crucial ao estabelecerem-se nas margens desse rio, fundando Minas de Nossa Senhora do Rosário de Meia Ponte, atualmente conhecida como Pirenópolis. Esta foi uma das quatro primeiras áreas de mineração em Goiás, contribuindo significativamente para a formação dos centros urbanos na região.
Apesar das tentativas contínuas de estabelecer a ordem e promover comportamentos adequados nas comunidades recém-formadas, como exemplificado em Meia-Ponte, tais esforços eram muitas vezes coordenados pela Igreja e pelo Estado. No entanto, essas iniciativas nem sempre alcançavam os resultados desejados. Em determinadas situações, os garimpeiros resistiam à imposição do regime legal de tributação, desafiando as autoridades e as leis vigentes. Em alguns casos, arriscavam-se a apropriar-se das descobertas de ouro, considerando essa como a opção mais vantajosa.
Essa resistência era parcialmente atribuída à ineficácia da administração metropolitana nas minas, frequentemente carente de fiscalização adequada. Os funcionários da corte muitas vezes careciam de disciplina e falhavam em desempenhar um papel eficaz na proteção do patrimônio da coroa, contribuindo para o aumento dos conflitos nas áreas de garimpo. Esses conflitos, caracterizados por arbitrariedades e rivalidades, frequentemente envolviam oficiais da administração, membros do clero e a população local.
No contexto tumultuado da ocupação de Goiás, a investigação sobre documentos ou informações que possam esclarecer a data de fundação de Pirenópolis representa uma tarefa desafiadora. A cidade enfrenta a carência de arquivos públicos organizados, sendo os registros da Câmara Municipal notoriamente incompletos. Além disso, os arquivos da Paróquia do Rosário - circunscrição eclesiástica criada em 1736 - enfrentam a ausência de livros relevantes, e os documentos do Cartório Cível e Criminal encontram-se em estado lastimável, danificados e infestados de cupins, alguns até completamente destruídos. A escassez de documentação oficial adiciona uma camada de complexidade à reconstrução da história desses primeiros períodos. Somente em 2021, um consenso foi alcançado em relação à data de fundação de Pirenópolis, graças à promulgação da Lei Municipal Nº 941, que oficializou o dia 07 de outubro de 1727 como a data oficial de fundação da cidade, elenca inda a expedição conduzida por Urbano do Couto Menezes, financiada por Manoel Rodrigues Tomar, o fundador.

### O arraial minerador e seu apogeu
A ocupação inicial da região teve origem na descoberta de depósitos de ouro por bandeirantes portugueses e paulistas nas primeiras décadas do século XVIII, próximo ao Rio das Almas. Este fenômeno, comum nos períodos de mineração do ciclo do ouro, atraiu aventureiros em busca de riquezas. Com a inauguração da Capela Nossa Senhora do Rosário em 1732, erigida a partir de 1728 e elevada à categoria de Matriz em 1736, a reputação das vastas reservas de ouro contribuiu para a chegada de mais colonizadores portugueses, consolidando o local como o epicentro da região e sede do julgado.
Adotando a prática comum nas cidades do período colonial brasileiro de erigir a Igreja Matriz como ponto focal, a Irmandade do Santíssimo Sacramento em Pirenópolis, associada à elite local, teve a participação notável de figuras influentes da época, incluindo o português Alexandre Pinto Lobo de Sá. A Igreja do Rosário, futura Matriz, envolveu a utilização de mão de obra escravizada africana, que empregou técnicas variadas, como taipa de pilão, cantaria de pedra e adobe. Ao longo das décadas subsequentes, a igreja foi enriquecida com ornamentações nos estilos barroco, rococó e neoclássico em seus altares. O entorno desse templo foi o epicentro do crescimento urbano da cidade, e ao longo dos séculos, a igreja tem sido o palco dos principais eventos religiosos e festivos locais, incluindo a tradicional Festa da Padroeira e as solenes celebrações da Semana Santa e Corpus Christi. Esses eventos, iniciados pela irmandade, constituem um valioso legado cultural que continua a marcar a identidade da cidade nos dias de hoje.
As irmandades leigas e confrarias desempenharam um papel destacado na estruturação da Igreja Católica em Goiás, assim como em diversas regiões do Brasil colonial. Compostas majoritariamente por leigos devotos, essas instituições religiosas exerciam diversas funções e deixaram um impacto significativo na vida religiosa, social e cultural da época. Agrupavam-se em torno de devoções específicas a santos ou práticas religiosas, desempenhando um papel crucial na promoção da devoção católica e incentivando ativamente a participação nas práticas religiosas, como missas, procissões e festas, contribuindo para a vitalidade espiritual da comunidade.
Para além de seu papel religioso, as irmandades possuíam uma marcada atuação assistencial. Mediante contribuições dos membros, arrecadavam fundos para realizar obras de caridade, prestando auxílio aos menos favorecidos na comunidade. Essa assistência abrangia desde a distribuição de alimentos e roupas até o oferecimento de abrigo para os necessitados e enfermos.
Por meio dessas associações de leigos, foram construídas igrejas notáveis, como a Igreja do Rosário dos Pretos pela Irmandade de Nossa Senhora do Rosário dos Pretos em 1743, edificada pelos escravizados que dedicavam seus momentos de folga aos domingos para a construção, originou a Rua do Rosário e o entorno da atual Praça do Coreto. Além disso, a Igreja Nossa Senhora da Lapa, construída em 1760 pela recém-fundada Irmandade de Nossa Senhora da Lapa, deu origem ao Alto da Lapa, enquanto a Igreja Nossa Senhora do Carmo, localizada na parte baixa da cidade, especificamente no Largo do Carmo, e a Igreja Nosso Senhor do Bonfim, estrategicamente situada no Largo do Bonfim, ambas de 1750, foram edificadas por ricos mineradores, contribuindo para a formação dos bairros Alto do Carmo e Alto do Bonfim, respectivamente. Esses templos religiosos, além de seu valor espiritual, desempenharam um papel crucial na expansão e configuração do núcleo urbano original.
Paralelamente ao núcleo de Meia-Ponte, na zona rural do atual município de Pirenópolis, surgiram outros núcleos mineradores. A aproximadamente 20 km de distância, destaca-se a Capela de Santo Antônio, construída entre os anos de 1734 e 1736 por iniciativa do Tenente-Coronel Clemente da Costa e Abreu, um proeminente morador da região desde 1733. Nessa época, o povoado de Santo Antônio prosperava, configurando-se como um significativo arraial de mineradores.
Além da Capela, o local abrigava um cemitério adjacente, circundado por muros de pedra. A região era próspera na exploração de ouro aluvial, encontrado nos córregos e ribeirões circundantes, como Santa Rita, Santo Antônio, entre outros, e na vizinha Serra de Santo Antônio, rica em lavras auríferas. O povoado de Santo Antônio, situado no Distrito de Santa Rita, ocupava a margem esquerda do Ribeirão Santo Antônio e foi extinto nos anos seguintes ao século XVIII. Se ainda existisse nos dias de hoje, estaria delimitado por um lado pela antiga estrada real e, do outro, pela trilha da linha telegráfica que conectava Pirenópolis a Jaraguá.
Além do Tenente-Coronel Costa e Abreu, outras personalidades notáveis residiam na região, como o Tenente José Gomes Curado, pai do Tenente-General Joaquim Xavier Curado, Conde de São João das Duas Barras, o Guarda-mor José Cardoso de Camargo, o Capitão Manuel de Faria Albernaz, o Capitão Fernando Bicudo de Andrade, e muitos outros, todos considerados patriarcas de importantes famílias goianas.
Nas proximidades do Rio do Peixe, nas primeiras décadas do século XVIII, surgiu o povoado que ficou conhecido como Rio do Peixe, atual Capela do Rio do Peixe, atraindo aventureiros em busca de fortuna que se estabeleceram no local. Atingindo seu ápice no final do século XVIII, em 1770, havia um Capelão para a Capela da Senhora Sant'Ana, indicando que era um arraial, o Arraial de Sant'Anna do Rio do Peixe, menor e subordinado a Meia Ponte, que na época já era cabeça de julgado. Posteriormente, em 6 de maio de 1833, foi elevado a distrito pela câmara de Meia Ponte.
Nas proximidades do Rio Corumbá, a partir de outubro de 1737, os registros do Livro de Óbitos começaram a documentar eventos em Corumbá de Goiás, uma localidade que abrigava a Capela Nossa Senhora da Penha de França. A inauguração dessa capela ocorreu em 1733, e ela estava subordinada à Paróquia do Rosário. A influência da Paróquia Nossa Senhora do Rosário de Pirenópolis se estendia até a Capela da Penha de Corumbá, onde as tradições religiosas e culturais características de Pirenópolis eram reproduzidas.

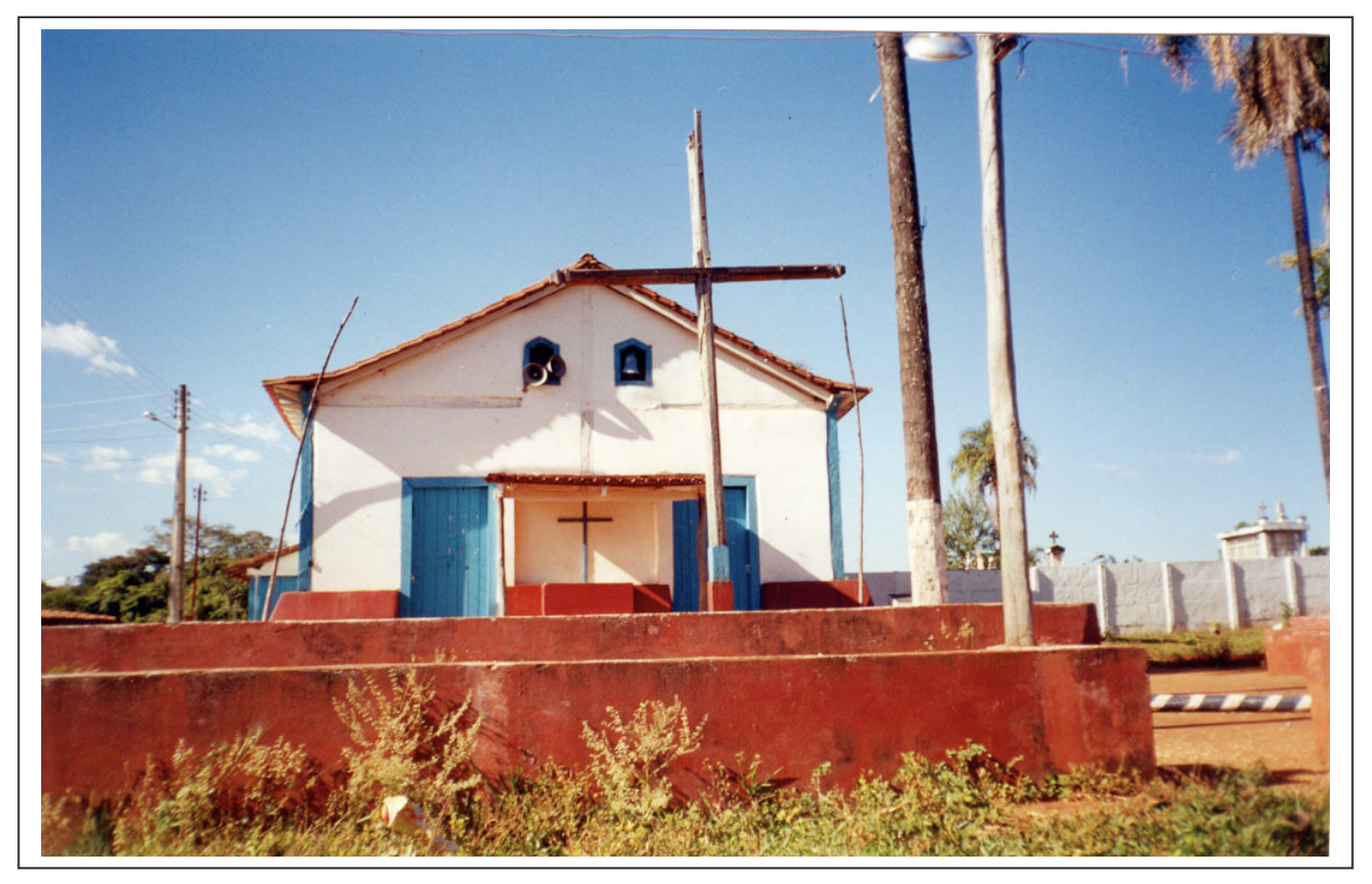
Atual Capela da Senhora Sant'Ana, a terceira construída na região do Rio do Peixe. A primeira já se encontrava em uso em 1753 no povoado da Capela do Rio do Peixe.

Isso englobava a formação das Irmandades do Santíssimo, a celebração da Semana Santa, a realização das Festas de São Sebastião e do Divino, além da presença de coros, orquestras e bandas de música durante as missas e procissões. Outro destaque era a encenação das Cavalhadas, ocorrida em setembro durante a Festa da Penha, que homenageia a padroeira local. Essa continuidade das tradições pirenopolinas na Capela da Penha evidencia a marcante influência cultural e religiosa de Pirenópolis, resultando na emancipação e criação do município de Corumbá.
De igual modo, no Arraial Córrego do Jaraguá, correspondente à atual cidade de Jaraguá, foi registrado o surgimento de uma comunidade impulsionada pelo ciclo do ouro por volta de 1748. Nesse período, a imponente Igreja São José e Nossa Senhora da Penha foi concluída, inicialmente como uma capela filial de Meia Ponte, marcando o início do desenvolvimento religioso na região. À medida que a população local continuava a crescer, outra construção religiosa notável emergiu em 1776: a Igreja de Nossa Senhora do Rosário e São Benedito. Em 1828, um marco adicional foi estabelecido com o início da construção da terceira igreja, dedicada a Nossa Senhora da Conceição. Esses eventos consolidaram ainda mais a presença religiosa na região, refletindo o contínuo desenvolvimento e aprofundamento da fé ao longo dos anos e a evolução do crescimento daquela comunidade, resultando na emancipação e criação do município de Jaraguá.

### Declínio das Minas, agricultura e isolamento
A escassez do ouro a partir de 1775 marcou o declínio da atividade garimpeira em toda a Província de Goiás, resultando na cessação gradual da exploração aurífera. Nesse contexto, restaram apenas alguns faiscadores, persistentes na esperança de descobrir o lendário caldeirão do Anhanguera ou os míticos Martírios, locais associados à transformação da terra em metais preciosos. Com o esgotamento das minas auríferas, diversos antigos arraiais mineradores foram reduzidos a meras memórias e relatos históricos.

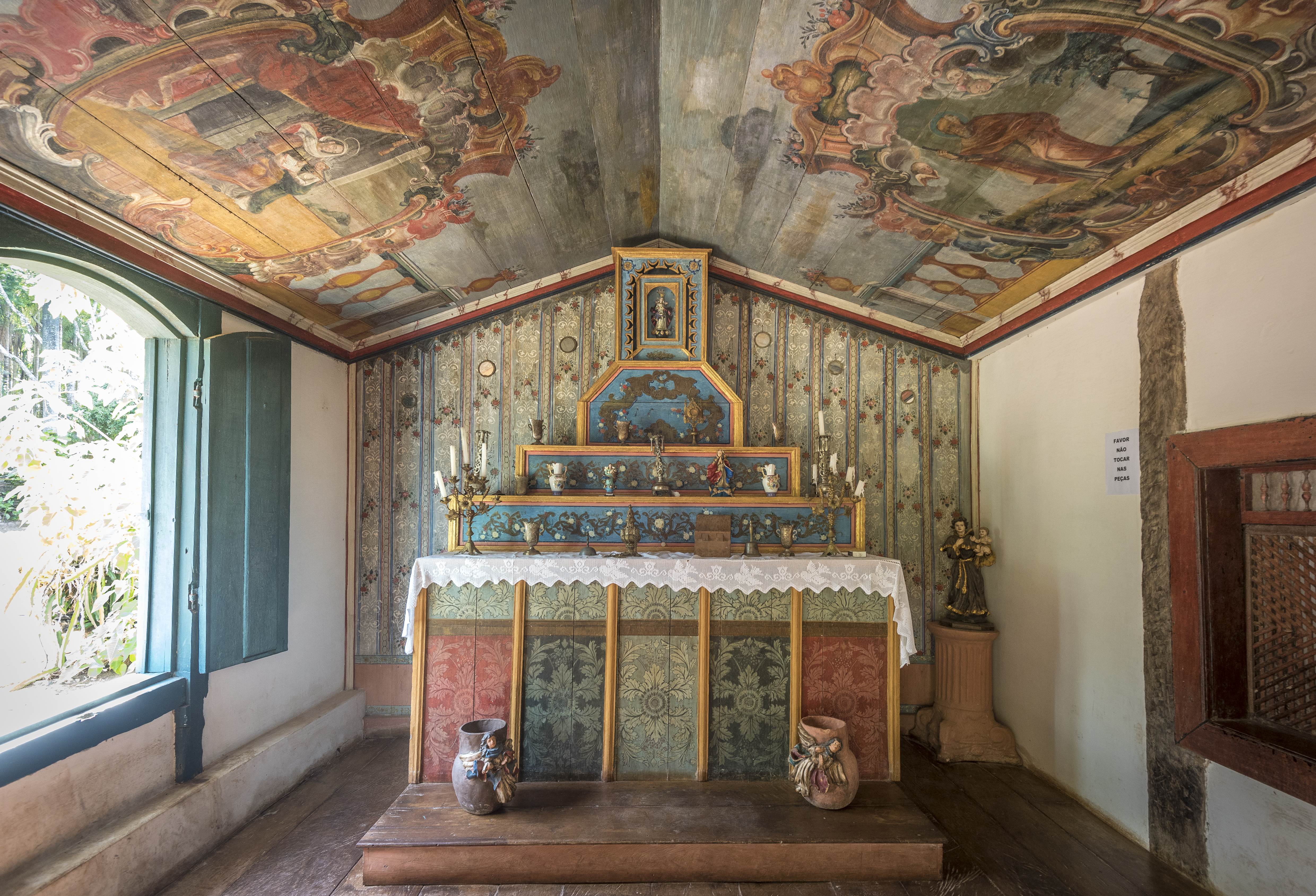
Capela da Fazenda Babilônia, construída pelo comendador Alves como um dos maiores engenhos de cana do Brasil

Após o término do período áureo, sob a liderança do Comendador Joaquim Alves de Oliveira o povoado passou por transformações significativas, direcionando-se para atividades como agricultura e comércio como meios de subsistência. Essa transição evidencia a adaptação da comunidade à nova realidade econômica, marcando um capítulo importante em sua trajetória pós-garimpeira. Perante o aumento da população e o progresso intelectual no arraial de Meia-Ponte, foi considerada o berço da cultura Goiana, além de berço da música goiana e berço da imprensa em Goiás, o poeta Leo Lynce diz, nos seguintes versos decassílabos: Que mundo de emoções experimento,/ ao recordar-te gleba hospitaleira/ - berço da imprensa de Goiás -, primeira/ luz acesa no nosso pensamento.
Nesse cenário, a cidade intensificava seus esforços para fortalecer suas relações comerciais com grandes centros urbanos, com destaque para a então capital, o Rio de Janeiro. O Padre José Joaquim Pereira da Veiga, que na época era vigário da vara, teve um papel crucial nesse processo. Ele não apenas trouxe obras musicais da capital, mas também, em 1801, facilitou a formação de um quarteto de cordas e um pequeno conjunto vocal, que se manteve ativo até 1840, e que influenciou o surgimento posterior de orquestras ligadas as Bandas de música como a o Coro da Banda Euterpe, sob a liderança de Antônio da Costa Nascimento o Tonico do Padre, além do Coro e Orquestra do Rosário ligado a Banda Phoenix.
Durante esse período, os músicos locais se destacavam ao interpretar obras de mestres renomados como Bach, Haendel, Pleyel, Rossini e Bellini, além de dedicarem atenção a peças de compositores brasileiros, como Joaquim de Paula Souza, e até mesmo a trabalhos de seus conterrâneos mineiros. Também merecem destaque os compositores goianos, como Basílio Martins Braga Serradourada e o Cônego José Iria Serradourada, que enriqueceram o repertório musical da região.
O entusiasmo e a dedicação à música erudita, abrangendo uma ampla gama de estilos e influências, fizeram com que a música da Província goiana se destacasse notavelmente no cenário musical brasileiro da época. Essa diversidade e riqueza musical tiveram um impacto profundo na cultura da região, assegurando-lhe um lugar significativo na história da música no Brasil, em grande parte devido ao apoio das irmandades e confrarias, especialmente a do Santíssimo. 
Paralelo as orquestras religiosas, a manifestação musical se deu também através das bandas de música, com destaque a Banda da Guarda Nacional, através do Comendador Joaquim Alves de Oliveira e do Pe. Diogo Antônio Feijó, já em em 1830, 1868 sob a direção do Pe. Francisco Inácio da Luz e seu irmão Antônio da Costa Nascimento, o Tonico do Padre, a Banda do Pe. Simeão ou Banda da Babilônia em 1873 e na qual era maestro José Gomes Gerais e por fim a Banda Phoenix do mestre Joaquim Propício de Pina em 23 de julho de 1893, a única ainda existente.
Desde 1830, Meia Ponte testemunhava a influência do Matutina Meiapontense como o primeiro jornal circulante na Província de Goiás, a Sociedade Defensora da Liberdade e Independência Nacional tomou uma decisão de grande importância. Durante uma reunião realizada em 7 de junho de 1832, a sugestão do vice-presidente, padre Luiz Gonzaga de Camargo Fleury, detentor na época de cargos políticos e eclesiásticos, conduziu a Sociedade a encaminhar, por meio do conselho geral da Província, uma representação à assembleia legislativa. O propósito era pleitear a elevação do arraial de Meia Ponte à categoria de vila.
Em 10 de julho de 1832, o julgado de Meia Ponte foi efetivamente promovido à categoria de vila.
Poucos meses depois, em 18 de novembro do mesmo ano, foram realizadas as primeiras eleições para a formação da câmara municipal, um evento essencial para o progresso político da região. Um detalhe interessante ocorreu em 14 de abril de 1833, quando a falta de um prédio próprio para a câmara levou à intervenção da Irmandade do Santíssimo. De maneira generosa, eles disponibilizaram o consistório, que inicialmente era destinado apenas para o uso da própria Irmandade, para as reuniões da nova câmara municipal.
Essa colaboração sublinhou a importância da eficiência das instituições municipais para a comunidade. É relevante observar que dos sete primeiros vereadores eleitos, três eram padres da paróquia - Luiz Gonzaga de Camargo Fleury, Manuel Amâncio da Luz e Manuel Pereira de Sousa - o que refletia a forte influência da igreja local na administração pública da época. Os outros vereadores - capitães Joaquim Pereira Vale e José Gomes de Siqueira, comendador Joaquim Alves de Oliveira e tenente-coronel Joaquim Ribeiro Camêlo - eram também membros destacados da Irmandade do Santíssimo. O consistório continuou a servir como o local das reuniões da câmara até que, eventualmente, a câmara municipal se transferiu para um edifício dedicado, marcando um avanço significativo na evolução das instituições governamentais locais.

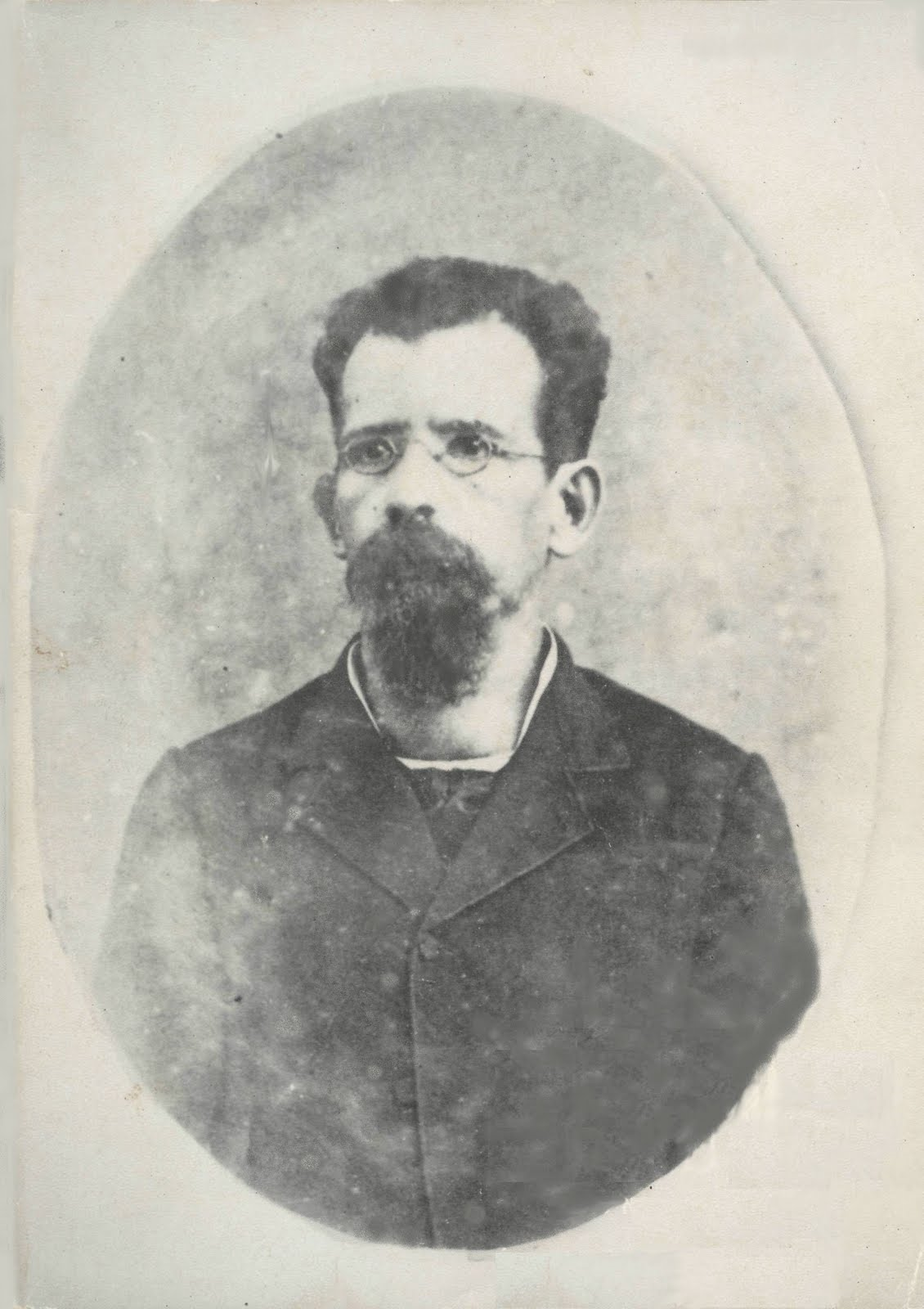
Antônio da Costa Nascimento, o Tonico do Padre, o maior compositor da região

Com a morte do comendador Joaquim Alves em meados da década de 1850, a cidade experimentou um novo período de isolamento com a mudança das principais estradas da região. No início de 1871, começaram as obras de construção da Capela de Sant'Ana na região de Sant'Ana das Antas, que mais tarde se tornaria a cidade de Anápolis. O vigário de Pirenópolis, Pe. Francisco Inácio da Luz, foi designado para supervisionar as atividades religiosas na área em crescimento. Em 1873, ele foi nomeado oficialmente o primeiro pároco da nova localidade que estava em ascensão com a abertura de novas estradas.
Em 28 de fevereiro de 1882, José da Silva Batista, conhecido como Zeca Batista, chegou à região das Antas vindo de Pirenópolis para atuar como professor. Além de sua atividade educacional, Zeca Batista também se envolveu no comércio. Junto com Gomes de Sousa Ramos, ele desempenhou um papel fundamental na luta pela emancipação política e administrativa da região, que foi alcançada em 1887. Com a emancipação de Anápolis, o município vizinho passou a concentrar o crescimento econômico da região, levando Pirenópolis a uma estagnação até meados de 1950. Esse isolamento permitiu que entre 1892 e 1918, a cidade manteve uma estabilidade notável, com a única mudança significativa sendo a substituição da Cadeia Velha por um novo prédio, que foi uma réplica da construção original e foi erguido à margem do rio, permitindo que, atualmente, Pirenópolis preserva seu layout original, com suas principais ruas pavimentadas de forma distintiva com pedras dispostas de maneira vertical.

### Redescoberta e turismo
A construção de Goiânia na década de 1930 e a posterior construção de Brasília, iniciada na década de 1950, tiveram um impacto significativo na redescoberta de Pirenópolis e no crescimento do turismo na região. A nova capital federal, planejada para promover o desenvolvimento do interior do Brasil e descentralizar o poder político, trouxe um influxo considerável de visitantes e renovou o interesse pelo patrimônio histórico e cultural do país.
Antes desses eventos, Pirenópolis era uma cidade tranquila e relativamente isolada. A proximidade com Brasília, situada a aproximadamente 120 quilômetros, fez com que a cidade passasse a atrair turistas e estudiosos interessados em sua herança colonial bem preservada.

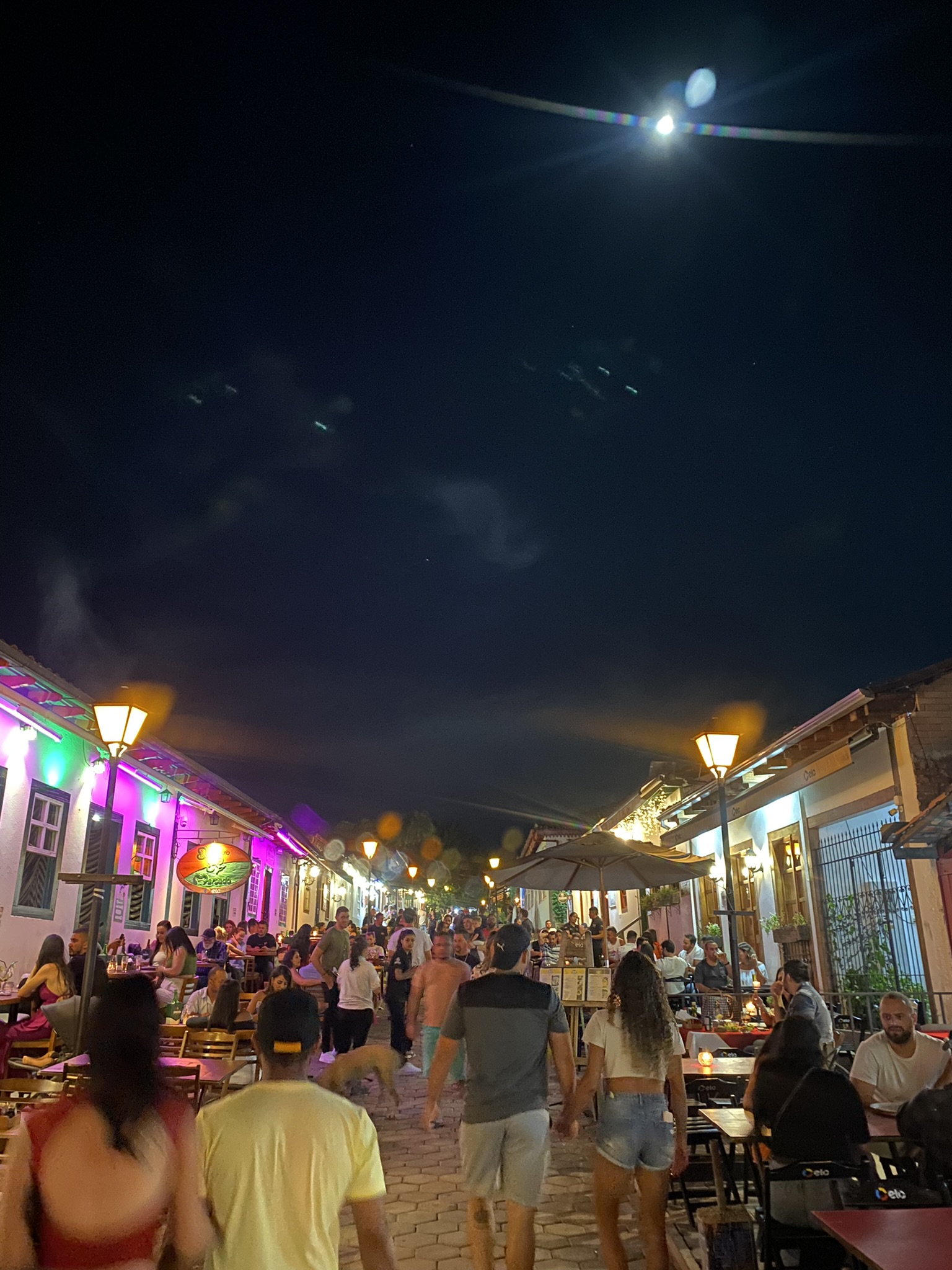
Rua do Lazer em um típico fim de semana.

Com a construção de Brasília, Pirenópolis começou a se destacar por seu charme histórico e arquitetônico. Suas ruas de pedra, o casario colonial e as igrejas históricas passaram a atrair um número crescente de visitantes. O turismo na cidade começou a prosperar, levando ao aumento do interesse pela história local, pela cultura tradicional e pela beleza natural da região. Paralelo a isso, neste período, a cidade também se despontou como cenário para filmes e posteriormente novelas, curtas e séries promovendo ainda mais o conhecimento da cidade. Destaca-se os longas Simeão o Boêmio (1969), o pioneiro a ser gravado, O Tronco (filme) e Terra de Deus em 1999, baseados na obra de Bernardo Elis, Dois filhos de Francisco (2005), as novelas Estrela-Guia (2000), Araguaia (telenovela) (2010), Em Família (telenovela) (2014), Todas as Flores (2022), não só no perímetro urbano, mas também em cachoeiras e povoados como a Capela do Rio do Peixe na série "É o Amor: Família Camargo", produção da Netflix, de 2021..
O renascimento turístico na década de 1990 não apenas contribuiu para a preservação e restauração de muitos edifícios históricos em Pirenópolis, mas também estimulou significativamente a economia local. Este período viu a abertura de novos atrativos turísticos, pousadas, bares e restaurantes, além da criação da Rua do Lazer. A requalificação urbana foi marcada pela introdução de iluminação subterrânea, o que melhorou a infraestrutura da cidade. Além disso, esse movimento cultural promoveu intensamente o artesanato local e as tradições culturais da região.
Para impulsionar ainda mais o turismo, foram estabelecidos eventos como o Pirenópolis - DOC (Festival de Cinema Documentário), o Festival Gastronômico e o Canto da Primavera, uma mostra nacional de música que já conta com mais de 20 edições. Esses festivais não só destacam a riqueza cultural de Pirenópolis, mas também atraem visitantes de todo o Brasil, consolidando a cidade como um importante polo cultural e turístico no cenário nacional.
Hoje, Pirenópolis é um destino turístico significativo em Goiás, conhecido por sua combinação de patrimônio histórico, beleza natural e atmosfera pitoresca, atraindo visitantes de todo o Brasil e do mundo.

## Patrimônio histórico
Tombada como conjunto arquitetônico, urbanístico, paisagístico e histórico pelo Instituto do Patrimônio Histórico e Artístico Nacional (IPHAN), em 1989, o município conta com um Centro Histórico ornado com casarões e igrejas do século XVIII, como a Igreja Matriz de Nossa Senhora do Rosário, construída pela Irmandade do Santíssimo Sacramento entre 1728 á 1732, a Igreja de Nossa Senhora do Carmo (1750-1754) e a Igreja de Nosso Senhor do Bonfim (1750-1754), ambas da Paróquia do Rosário, além de prédios de relevante beleza arquitetônica como o Teatro de Pirenópolis, de estilo híbrido entre o colonial e neoclássico, de 1899, e o Cine Teatro Pireneus, em estilo art-déco, de 1919 e a Casa de Câmara e Cadeia construído em 1919 como réplica idêntica do original de 1733.

Ficha Técnica
- Nome: Conjunto Arquitetônico, Urbanístico, Paisagístico e Histórico de Pirenópolis
- Município: Pirenópolis
- Estado: Goiás
- Superintendência Regional do Iphan: 14ª
- Área do perímetro tombamento: 17 ha
- Nº Processo:1181-T-85

Características do Tombamento Federal
- Livro Arqueológico, Etnográfico e Paisagístico

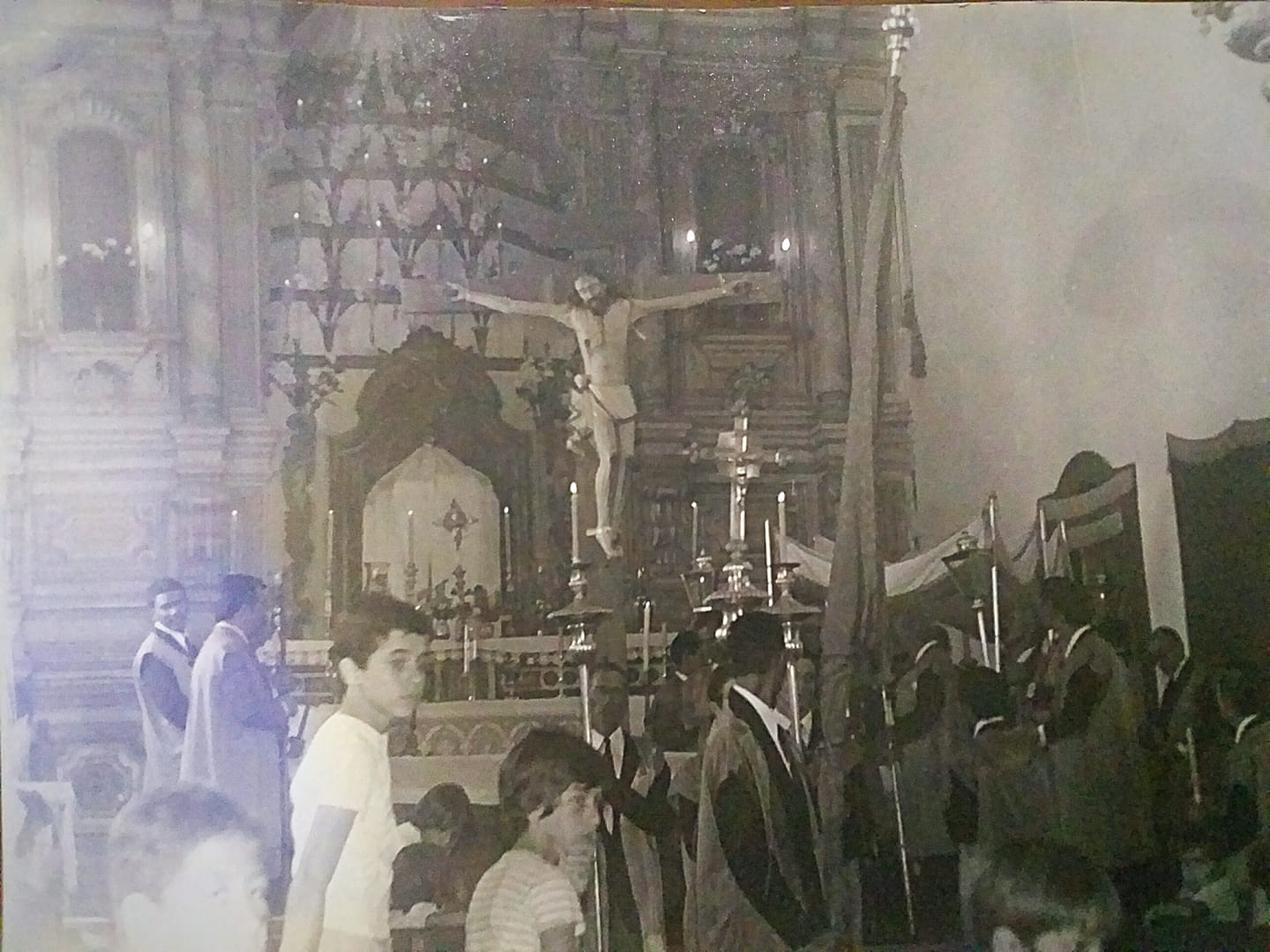
Celebração barroca da Paixão do Senhor em meados de 1960

- Data: 10 de janeiro de 1990
- Inscrição:105
- Livro do Tombo: Histórico Vl.2,
- Inscrição: 530,
- Data: 10 de janeiro de 1990

## Geografia
Localiza-se a uma latitude 15º51'09" sul e a uma longitude 48º57'33" oeste, estando a sede a uma altitude de 770 metros. Possui uma área de 2 200,369 km² e sua população, conforme o Censo do IBGE de 2022, era de 26 690 habitantes.
O município está localizado no planalto Central do Brasil e é cortado de norte a sul por uma formação de cuesta, onde a leste temos a borda dos altiplanos deste planalto, com altitudes médias acima dos 1 200 metros, de vegetação campestre e rochosa e cujos rios compõem a bacia do rio da Prata, e a oeste uma extensa depressão de altitude média de 700 metros, de vegetação mais densa e cujos rios compõem a bacia Araguaia-Tocantins. A sede do município está localizada próxima a um trecho conhecido como Serra dos Pireneus. Devido a essa topografia, é privilegiada no potencial turístico, possui clima agradável e a presença de centenas de cachoeiras, que agradam aos ecoturistas e amantes da natureza. Além do turismo, essas formações provêm matéria-prima para a exploração do mineral quartzito, rocha muito usada na construção civil, especialmente para pisos exteriores, conhecida comercialmente como Pedra de Pirenópolis, Pedra Goiana, Pedra Mineira ou Pedra de São Tomé (onde também é encontrada em São Tomé das Letras, um município de Minas Gerais que também explora esse mineral).

### Morros
- Morro do Alecrim[76]
- Moro da Arnica
- Morro Cabeludo (Divisa Corumbá de Goiás)
- Morro do Catingueiro
- Morro da Conceição
- Morro da Cruz
- Morro D'Ema (Capela do Rio do Peixe)
- Morro do Frota
- Morro Grande
- Morro da Lapa
- Morro do Lázaro
- Morro do Poço
- Morro Pontudo
- Morro do Sá
- Morro Santa Bárbara
- Morro de Santana

### Serras
- Serra da Mamoneira (Malhador)[76]
- Serra do Escuro (Divisa Vila Propício)
- Serra Dourada (Divisa Cocalzinho de Goiás)
- Serra do Negro Antônio
- Serra do Mundo Novo
- Serra do Cocalzinho (Divisa Cocalzinho de Goiás)
- Serra das Furnas
- Serra do Confisco
- Serra de São Gonçalo (Cidade de Pedra)
- Serra da Água Limpa
- Serra  das Araras
- Serra  do Quebra Rabicho
- Serra São João
- Serra do Macaco
- Serra do Catingueiro
- Serra dos Pireneus (Divisa Cocalzinho de Goiás)
- Serra do Pedro
- Serra do Taquari
- Serra do Bom Jesus (Bom Jesus)
- Sera do Xavier
- Serra Santo Antônio (Santo Antônio)
- Serra da Vendinha
- Serra do Abade
- Serra Matutina
- Serra do Engenho
- Serra do Sabão
- Serra do Curralinho (Divisa Jaraguá)
- Serra do Mundongo
- Serra do Mateus Machado
- Serra Fecho de Pedra
- Serra do Paraíso
- Serra do Godinho
- Serra do Caxambu (Caxambu)
- Serra do Mizael (Divisa Anápolis)
- Serra do Paiol Velho (Divisa Anápolis)
- Serra do Louredo
- Serra do Chi bio

### Hidrografia

#### Rios
- Rio das Almas
- Rio Corumbá
- Rio Dois Irmãos
- Rio Caxambu
- Rio Capivari - Divisa Abadiânia
- Rio dos Patos - Divisa Vila Propício
- Rio Padre Sousa - Divisa São Francisco
- Rio do Peixe

#### Ribeirões
- Araras
- Bom Jesus
- Castelhanos
- Conceição
- Dois Irmãos
- do Gado
- São João
- Santa Maria
- Santa Rita
- Tapiocanga
- do Inferno
- do Muquém - Divisa Goianésia
- do Escuro - Divisa Vila Propício
- do Gago
- dos Castelhanos
- Dois Irmãos
- Rosa Maria
- Santa Rita
- Conceição
- Tapiocanga
- Baião - Divisa Corumbá
- do Retiro

#### Córregos
- Pratinha - Cidade
- Lava-Pés - Cidade
- Soberbo
- Maracujá
- Sabão
- Mar e Guerra
- Capitão do Mato
- José Leite
- do Ouro
- Lajes - Lagolândia
- Caxirí - Capela do Rio do Peixe
- Pratinha - Capela do Rio do Peixe
- Arruda
- Catingueiro de Cima
- Catingueiro de Baixo
- do Lázaro
- Capim Puba - Divisa Goianésia
- da Vargem
- Laranjal
- Mamoneira
- Ipanema
- Indaiá
- Olhos D'água
- da Grota
- Gaguinho
- Conceição
- Capão Chato
- Duas Pontes
- Galinhas
- do Rosa
- das Furnas
- dos Caetanos
- Jurubeba
- do Mato Seco
- Mato D'água
- do Matão
- dos Carneiros
- do Negro Antônio
- Serra Dourada
- da Lajinha
- Miguel Ribeiro
- Cocalzinho
- Bananeira
- das Lajes
- São Inácio
- do Chapadão
- do Confisco
- Carapuça
- do Fundão
- Laranjeiras
- do Totonho
- Maneta
- Bateia
- do Poço D'água
- Bateias
- Brejão
- Tamanduá
- Pedregulho
- Capão Comprido
- Canavial
- Limoeiro
- Barreiro
- Cuba
- São Domingos
- Cercado
- Caetetu - Divisa Cocalzinho
- do Dionísio
- Taquaral
- Vaga Fogo
- Cana do Reino
- Macoã
- Barriguda
- do Caçado
- dos Fagundes
- da Chácara
- Pinheiro
- Caiçara
- João Gomes
- Passagem Funda
- Sapezal
- do Godinho
- do Noel
- Cana brava
- das Furnas de Baixo
- Candeireiro
- Monte de Pau - Divisa Abadiânia
- Milho Vermelho
- João Pires
- Tira-Chapeu
- Popoia
- Cocal
- Capitão Chico
- Santo Antônio
- Degredo
- do Emilio
- Água Fria
- Pantano
- Piteira
- Cussuca
- Pororoca
- da Pedreira
- Conguinho
- Jacuba
- Paiol Velho
- Córrego dos Índios - Divisa Petrolina

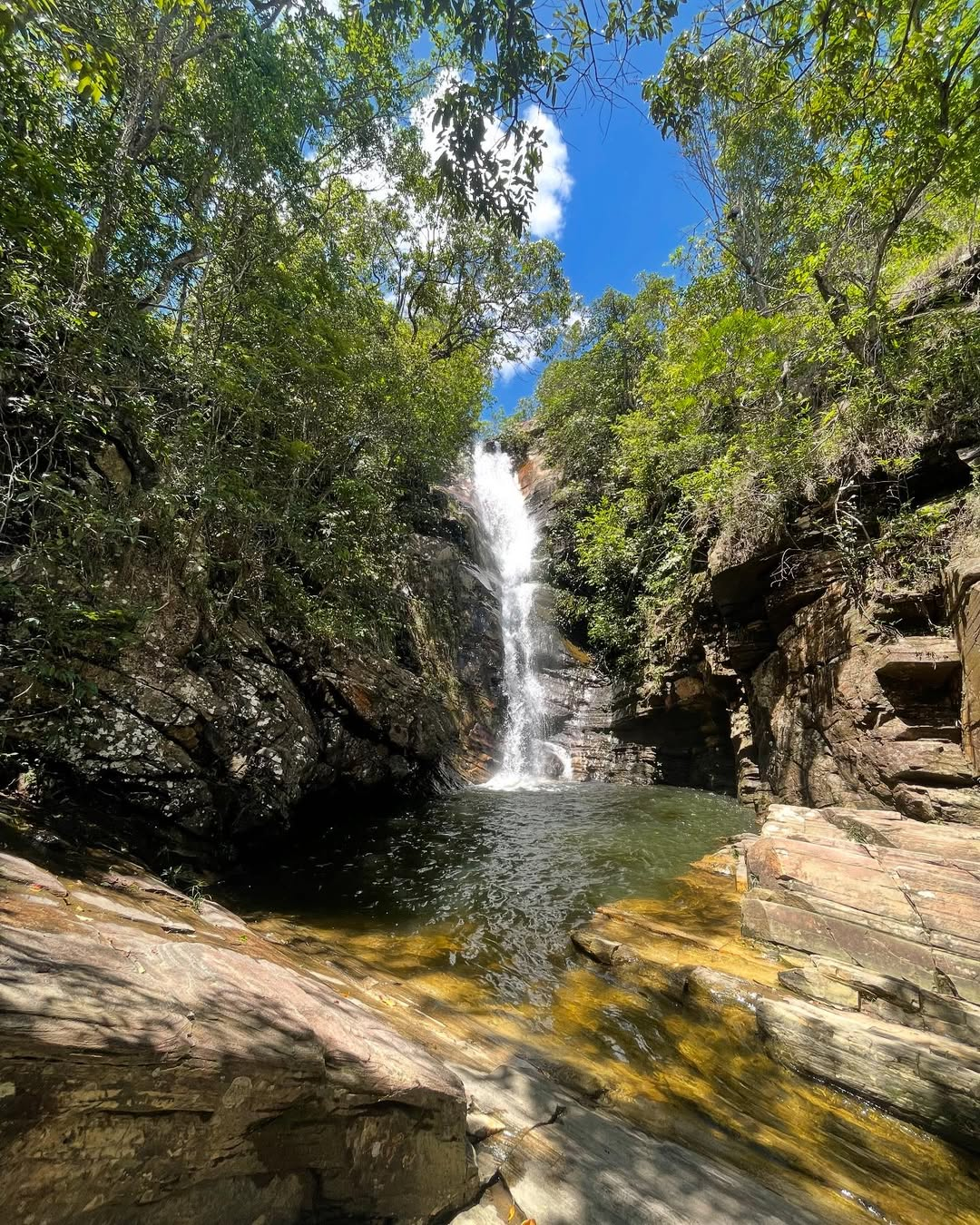
[https://piri.com.br/melhor-de-piri/cachoeiras-bonsucesso-natureza-e-lazer-a-poucos-minutos-de-piri/ Cachoeiras Bonsucesso

- Taboca
- do Buracão
- Quebra-Ouvido
- Santa Rita

#### Cachoeiras
Abaixo algumas cachoeiras próximas de Pirenópolis:

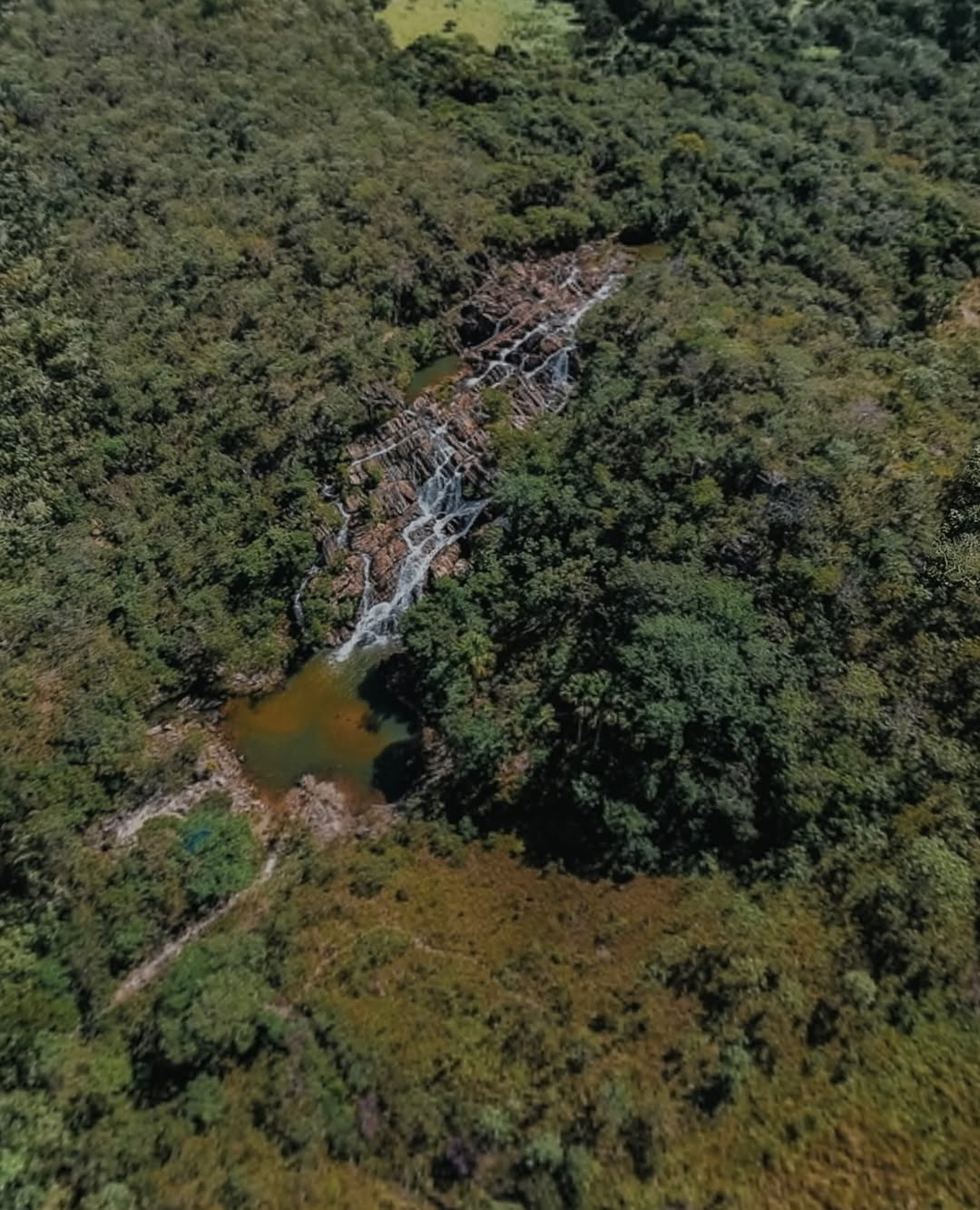
[https://piri.com.br/melhor-de-piri/veu-de-noiva-trilha-e-cachoeira-na-serra-dos-pireneus/ Cachoeira Véu de Noiva

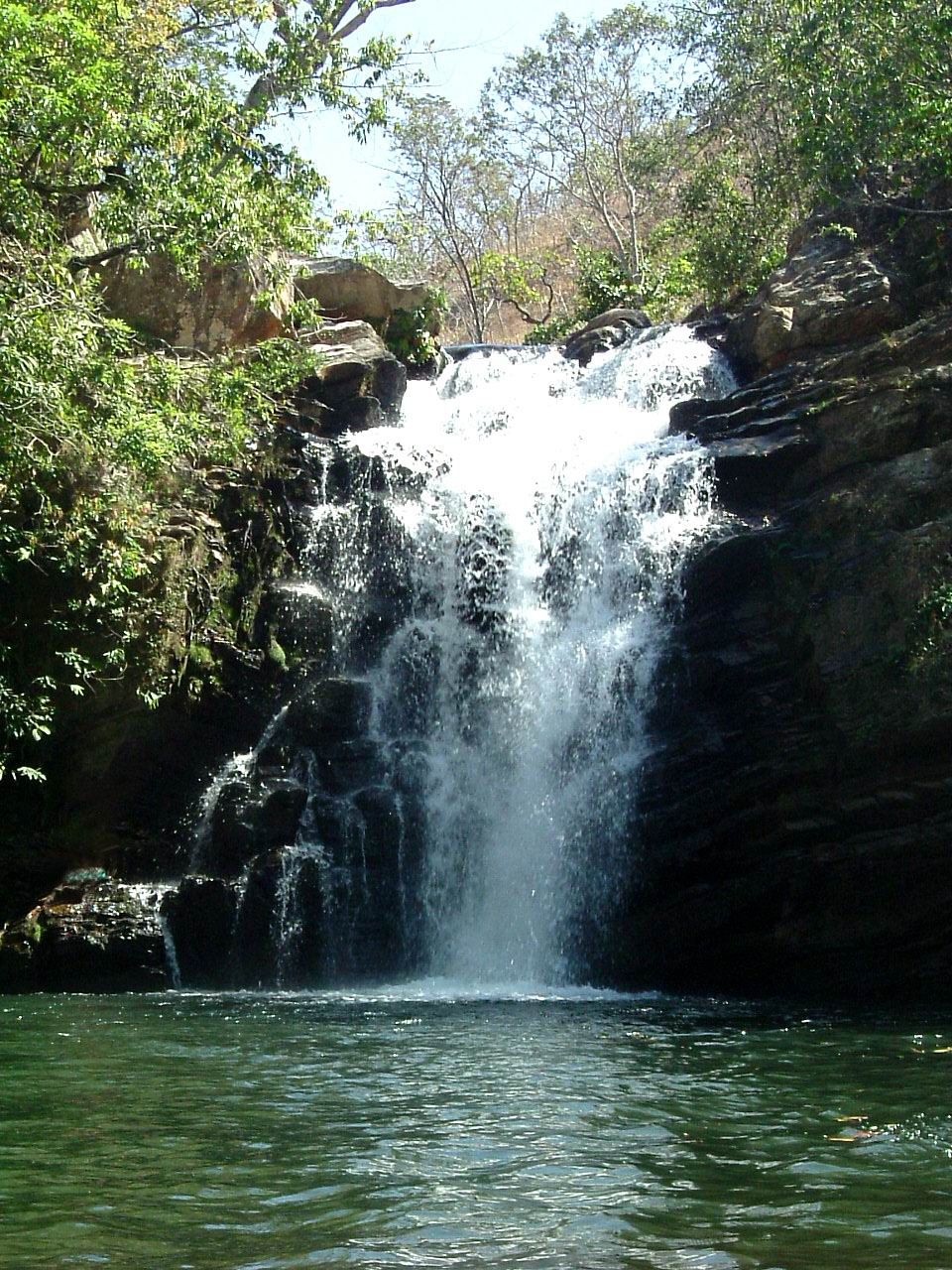
Cachoeira Santa Maria
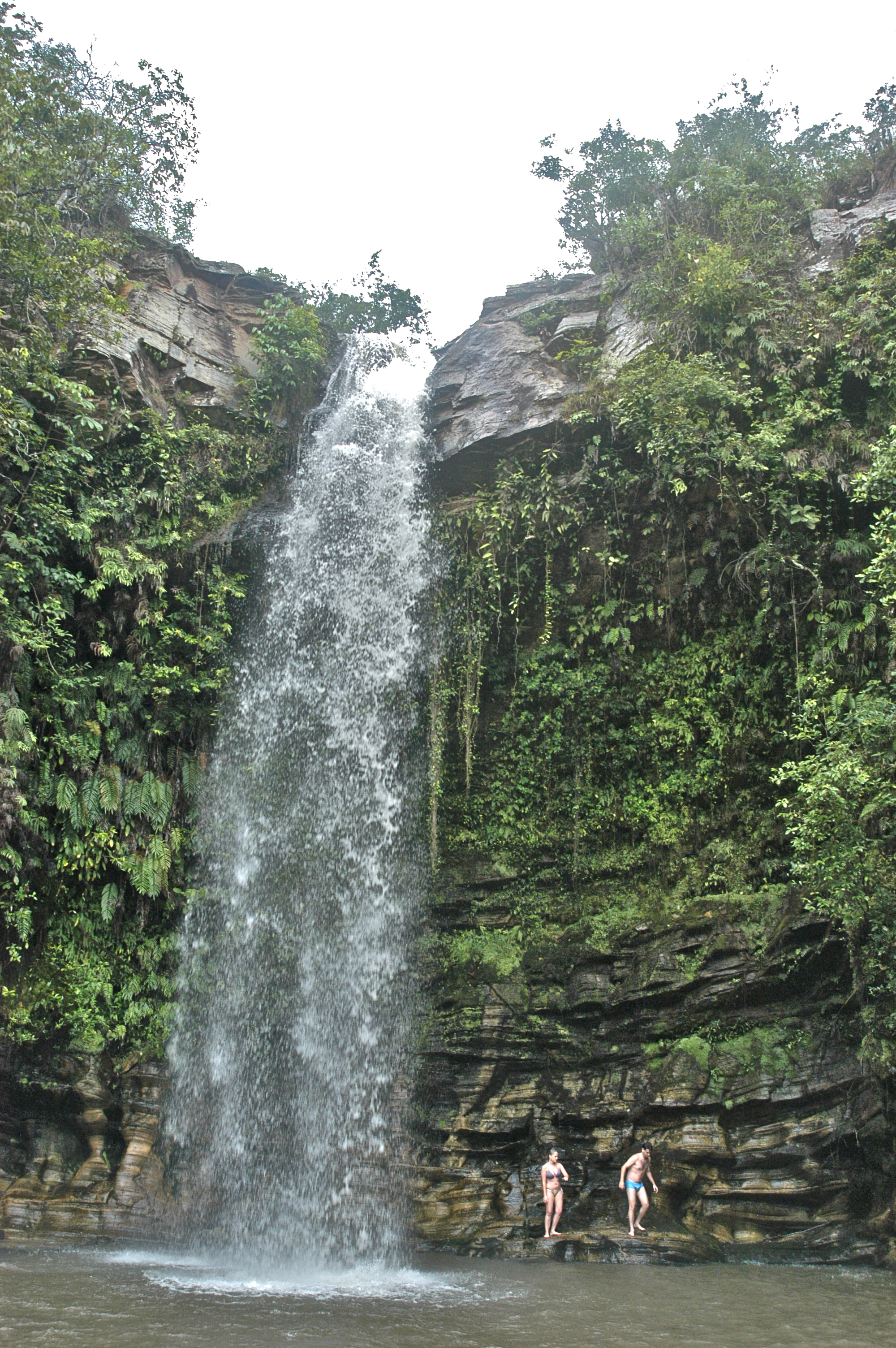
Cachoeira do Abade
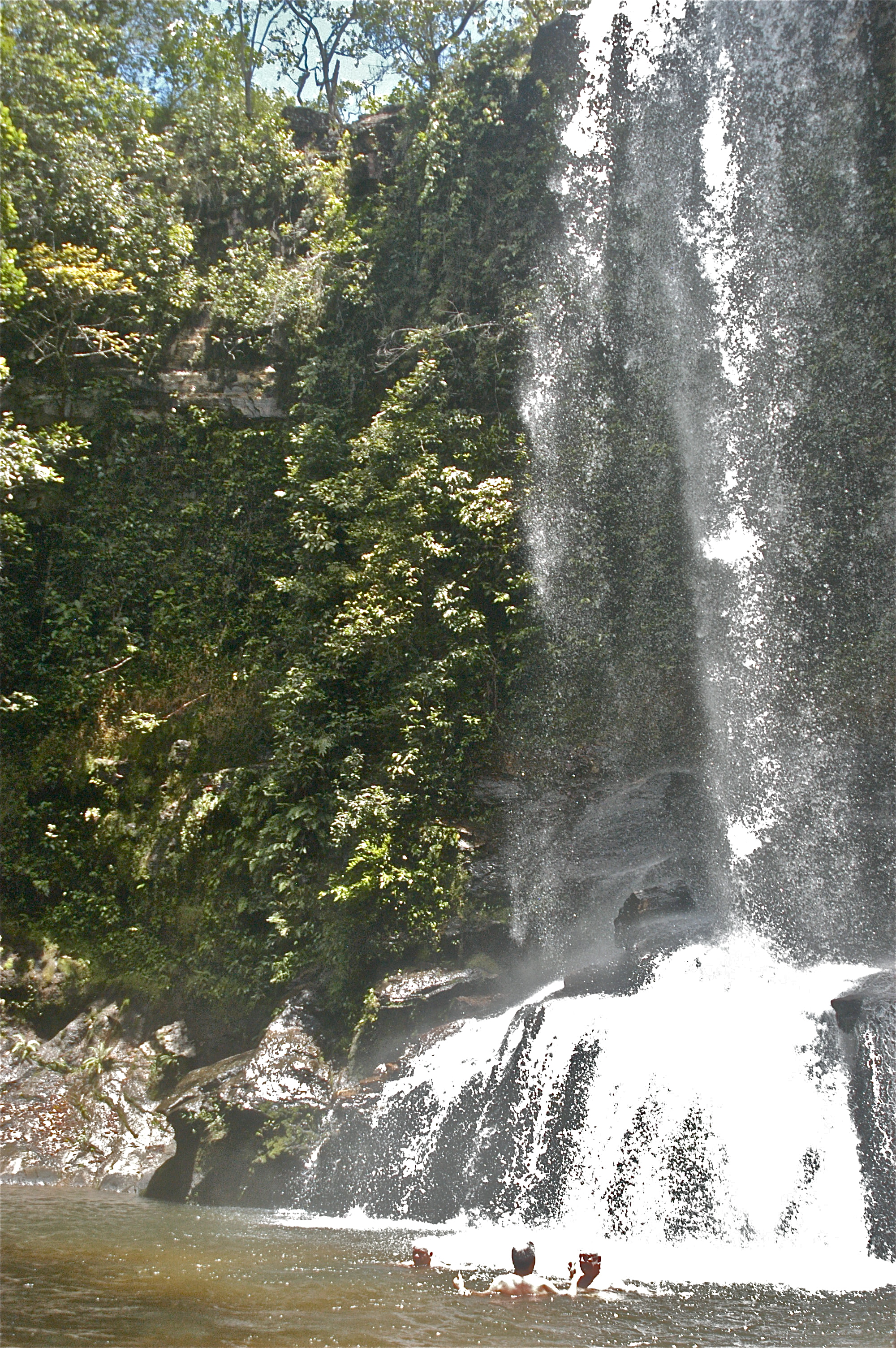
Cachoeira do Rosário
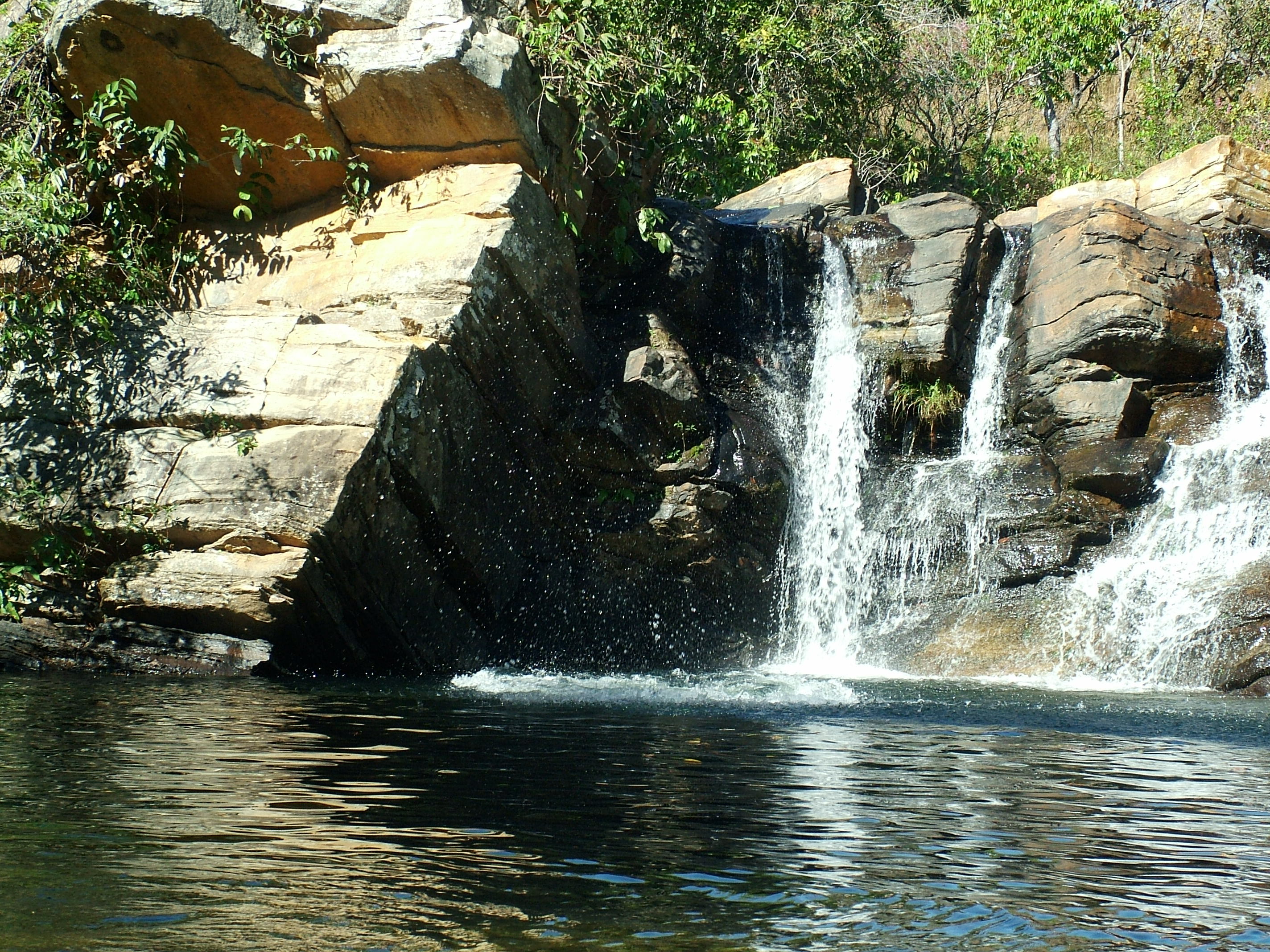
Cachoeira das Araras
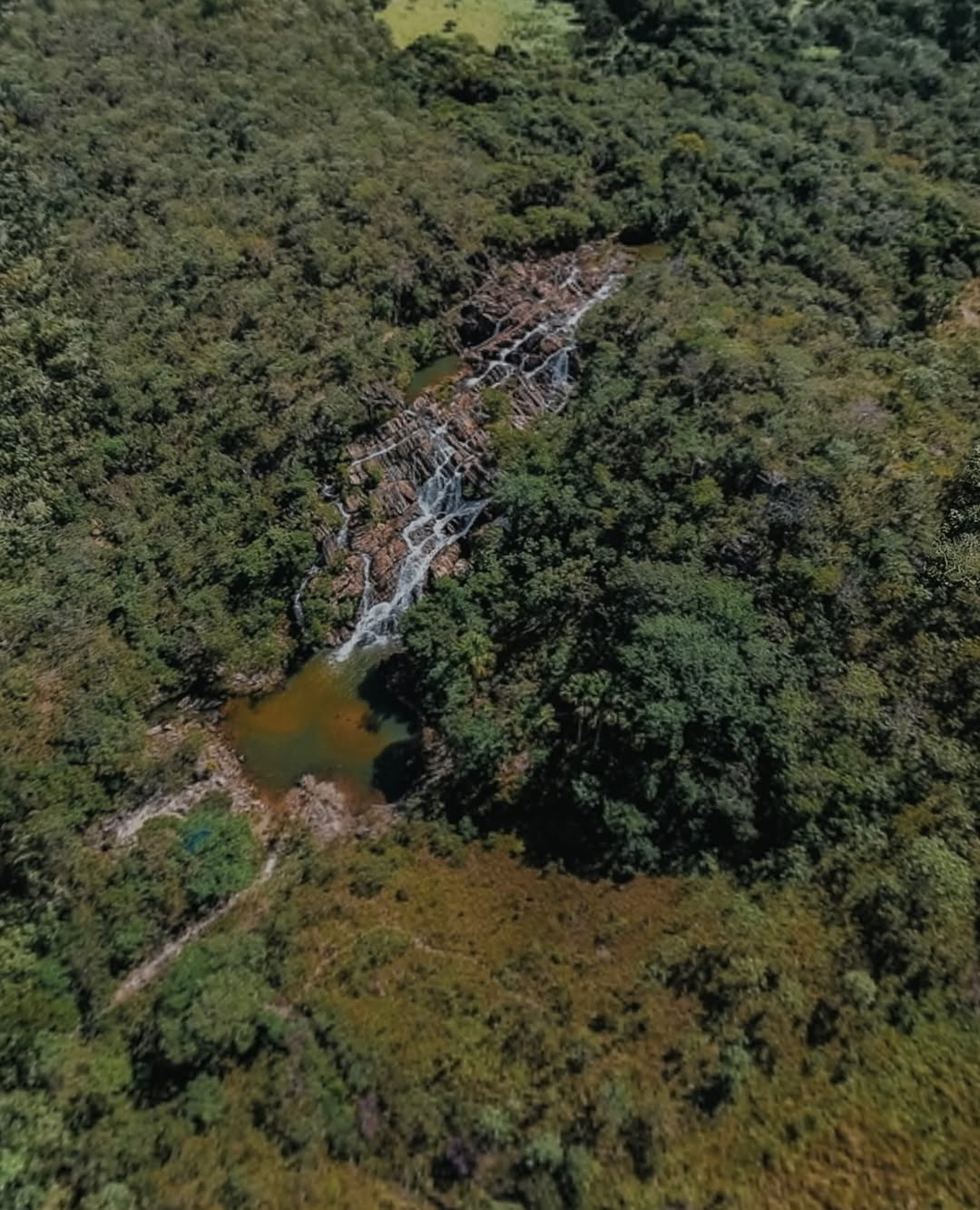
Cachoeira Véu de Noiva
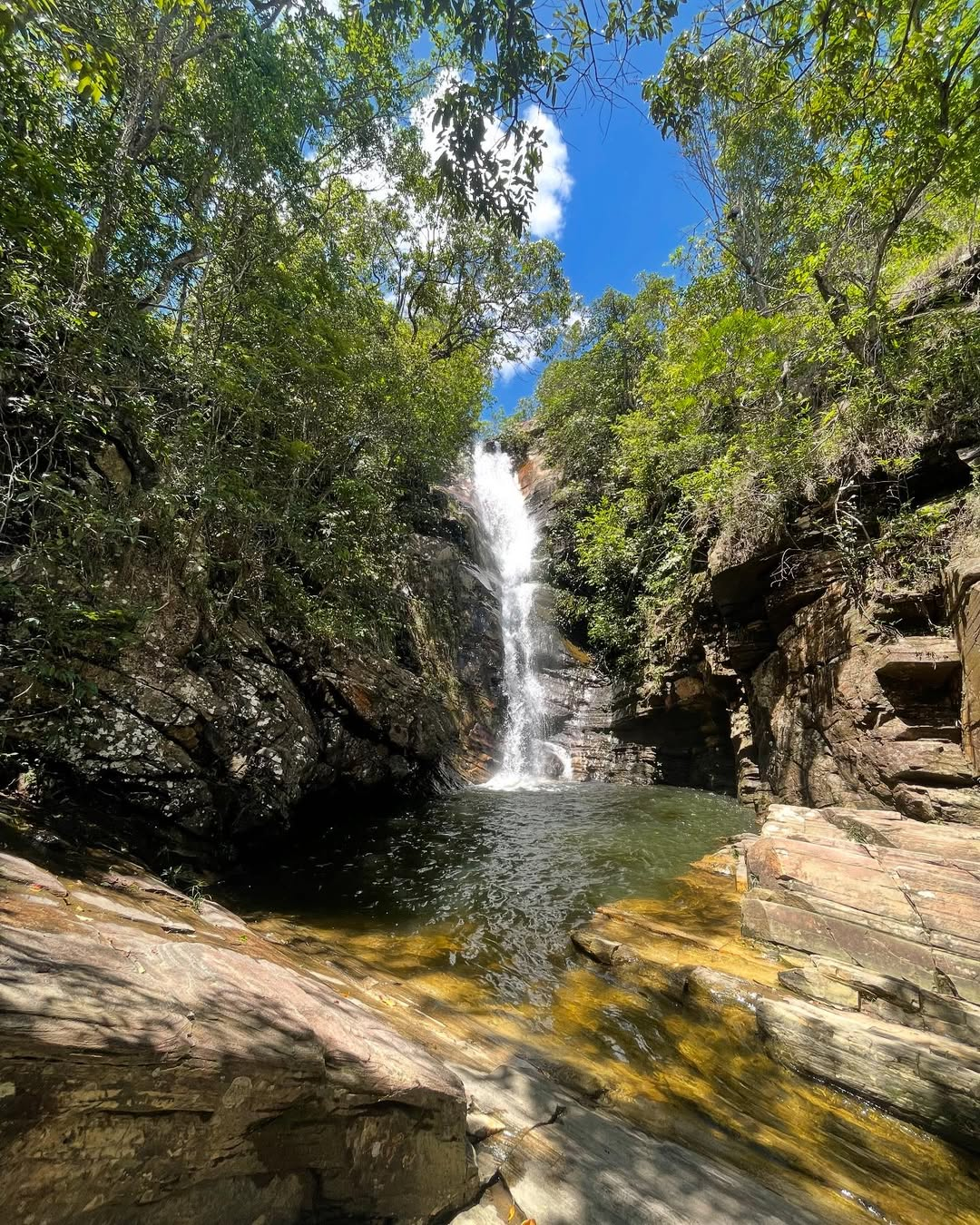
Cachoeiras Bonsucesso

### Clima
Segundo dados do Instituto Nacional de Meteorologia (INMET), desde fevereiro de 1977 a menor temperatura registrada em Pirenópolis foi de 4,1 °C em 18 de julho de 2000 e a maior atingiu 40,5 °C em 8 de outubro de 2020. O maior acumulado de precipitação em 24 horas atingiu 167,3 mm (milímetros) em 17 de dezembro de 1989, seguido por 153,3 mm em 21 de abril de 2007. Outros acumulados iguais ou superiores aos 100 mm foram: 126,2 mm em 2 de abril de 2010, 121,2 mm em 27 de fevereiro de 2007, 120,9 mm em 9 de fevereiro de 1992, 118,3 mm em 30 de janeiro de 1985, 108,4 mm em 17 de novembro de 1989, 107 mm em 10 de dezembro de 1989, 106,5 mm em 31 de janeiro de 2005, 106,1 mm em 18 de outubro de 1998, 103,4 mm em 20 de dezembro de 1989 e 101,2 mm em 17 de fevereiro de 2022. O menor índice de umidade relativa do ar foi registrado na tarde de 19 de setembro de 2019, de 10%.
| Dados climatológicos para Pirenópolis (OMM: 83376)                                                       | Dados climatológicos para Pirenópolis (OMM: 83376) | Dados climatológicos para Pirenópolis (OMM: 83376) | Dados climatológicos para Pirenópolis (OMM: 83376) | Dados climatológicos para Pirenópolis (OMM: 83376) | Dados climatológicos para Pirenópolis (OMM: 83376) | Dados climatológicos para Pirenópolis (OMM: 83376) | Dados climatológicos para Pirenópolis (OMM: 83376) | Dados climatológicos para Pirenópolis (OMM: 83376) | Dados climatológicos para Pirenópolis (OMM: 83376) | Dados climatológicos para Pirenópolis (OMM: 83376) | Dados climatológicos para Pirenópolis (OMM: 83376) | Dados climatológicos para Pirenópolis (OMM: 83376) | Dados climatológicos para Pirenópolis (OMM: 83376) |
| Mês | Jan                                                | Fev                                                | Mar                                                | Abr                                                | Mai                                                | Jun                                                | Jul                                                | Ago                                                | Set                                                | Out                                                | Nov                                                | Dez                                                | Ano                                                |
| --- | -------------------------------------------------- | -------------------------------------------------- | -------------------------------------------------- | -------------------------------------------------- | -------------------------------------------------- | -------------------------------------------------- | -------------------------------------------------- | -------------------------------------------------- | -------------------------------------------------- | -------------------------------------------------- | -------------------------------------------------- | -------------------------------------------------- | -------------------------------------------------- |
| Temperatura máxima recorde (°C)                                                                          | 35,4                                               | 36,8                                               | 35,2                                               | 34,8                                               | 34,6                                               | 35                                                 | 34,4                                               | 37,4                                               | 39,8                                               | 40,5                                               | 36,7                                               | 36,2                                               | 40,5                                               |
| Temperatura máxima média (°C)                                                                            | 30                                                 | 30,4                                               | 30,4                                               | 30,9                                               | 30,5                                               | 30,1                                               | 30,6                                               | 32,5                                               | 33,7                                               | 32,9                                               | 30,5                                               | 30                                                 | 31                                                 |
| Temperatura média compensada (°C)                                                                        | 23,7                                               | 23,6                                               | 23,6                                               | 23,4                                               | 22                                                 | 20,9                                               | 21                                                 | 23,1                                               | 25,2                                               | 25,1                                               | 24                                                 | 23,8                                               | 23,3                                               |
| Temperatura mínima média (°C)                                                                            | 19,4                                               | 19,3                                               | 19,3                                               | 18,5                                               | 16,3                                               | 14,6                                               | 14,2                                               | 15,8                                               | 18,5                                               | 19,4                                               | 19,5                                               | 19,6                                               | 17,9                                               |
| Temperatura mínima recorde (°C)                                                                          | 13,3                                               | 15,3                                               | 14,8                                               | 12,1                                               | 4,6                                                | 4,7                                                | 4,1                                                | 8                                                  | 10,8                                               | 13,7                                               | 14,4                                               | 14,5                                               | 4,1                                                |
| Precipitação (mm)                                                                                        | 281,7                                              | 238,4                                              | 254,7                                              | 155,3                                              | 28,5                                               | 6,4                                                | 1,8                                                | 11,1                                               | 37                                                 | 134,9                                              | 239,8                                              | 277,7                                              | 1 667,3                                            |
| Dias com precipitação (≥ 1 mm)                                                                           | 19                                                 | 17                                                 | 18                                                 | 11                                                 | 3                                                  | 1                                                  | 0                                                  | 1                                                  | 4                                                  | 11                                                 | 16                                                 | 19                                                 | 120                                                |
| Umidade relativa compensada (%)                                                                          | 79,5                                               | 79,8                                               | 80,2                                               | 76,1                                               | 69,1                                               | 62,9                                               | 54,6                                               | 45,9                                               | 48,3                                               | 63,1                                               | 76                                                 | 79,1                                               | 67,9                                               |
| Insolação (h)                                                                                            | 148,3                                              | 147,4                                              | 163,1                                              | 202,8                                              | 242                                                | 247,9                                              | 268                                                | 268,3                                              | 217,7                                              | 198,2                                              | 148,3                                              | 137,2                                              | 2 389,2                                            |
| Fonte: INMET (normal climatológica de 1991-2020; recordes absolutos de temperatura: 17/02/1977-presente) |                                                    |                                                    |                                                    |                                                    |                                                    |                                                    |                                                    |                                                    |                                                    |                                                    |                                                    |                                                    |                                                    |

### Divisões

#### Bairros
- Centro
- Centro Histórico
- Alto do Bonfim
- Alto do Carmo
- Alto da Lapa
- Vila Matutina
- Vila Pompeu I
- Vila Pompeu II
- Vila Santa Bárbara
- Vila Zizito Pompeu
- Vila Mutirão
- Vila Passagem Funda
- Vila Cintra
- Vila Boa
- Vila Marilia
- Vila Couro
- Estrela Dalva I
- Estrela Dalva II
- Jardim Santa Luzia
- Jardim Taquaral
- Jardim Esmeralda
- Jardim Pireneus
- Jardim Santa Bárbara
- Jardim Alto da Boa Vista
- Jardim Babilônia
- Jardim Ulácia de Morais
- Jardim Kubsteschek I
- Jardim Kubsteschek II
- Jardim Brasília
- Setor Aeroporto
- Setor Meia Ponte

#### Povoados
O município de Pirenópolis sedia ainda os seguintes distritos ou povoados:
- Bom Jesus
- Capela do Rio do Peixe
- Caxambu
- Goianópolis - Malhador - Maiadô
- Índio
- Jaranápolis - Três Ranchos
- Lagolândia
- Placa
- Radiolândia - Rabeia Bode
- Santo Antônio

#### Aglomerados
O município de Pirenópolis possui os seguintes aglomerados:
- Barro Branco - Barbosa
- Chapada
- Comunidade Córrego da Barriguda - Abade
- Comunidade Dois Irmãos
- Comunidade Frater
- Comunidade Fundão
- Comunidade Santa Maria dos Anjos
- Comunidade Omni
- Comunidade Serra do Mizael
- Comunidade Terra
- Contendas
- Degredo
- Engenho São Benedito
- Furnas
- Jaicós - Bom Jesus
- Jenipapo
- Mar e Guerra
- Mata Velha
- Morro Grande
- Pedregulho
- Raizama
- Retiro
- São João

## Celebrações culturais
Pirenópolis preserva ainda em seu calendário cultural, fazeres, saberes, celebrações e manifestações passadas de geração em geração, perpetuadas e enraizadas na religiosidade, na vernácula indígena, no bandeirante colonizador, no negro escravizado, no homem do campo e com a vinda de novos moradores para a cidade, criando uma pluralidade cultural.
Destacam-se dentre as celebrações de sociabilidade mais antigas do lugar, as manifestações do catolicismo popular, iniciados por Irmandades e confrarias leigas do século XVIII, tal como a Irmandade do Santíssimo, que junto a comunidade iniciou as celebrações da Festa do Rosário, a padroeira e Semana Santa, bem como as celebrações quaresmais, a Semana das Dores, Festa de Passos, Festa do Divino e Corpus Christi, declarados em 2019 como Patrimônio Cultural Imaterial pela Lei Municipal 885/2019, costumes estes que mantém a originalidade dos séculos passados, como o uso de imagens sacras, templos, ritos, a presença de Irmandades, da Banda de música, do Coro e Orquestra que entoam composições em latim, muitas delas de compositores locais, tradições que se realizaram mesmo durante a pandemia do COVID-19 em 2020 e 2021 , em formato adaptado as transmissões online, para que de casa, a comunidade acompanhasse e se sentisse participe.
Ainda no âmbito cultural, a cidade é palco das famosas cavalhadas e da Festa do Divino. As Cavalhadas de Pirenópolis são festejos de encenação dramática, com atividades de cortejos equestres e representações alegóricas das históricas lutas entre mouros e cristãos pelo domínio da Península Ibérica durante a Idade Média na Europa. O evento é alegrado por centenas de participantes, alguns montados a cavalo, cujos integrantes fantasiam-se com tecidos coloridos de cetim e máscaras de bois típicas deste tradicional festejo pirenopolino. Esta festa é considerada como uma das mais belas e expressivas do Brasil.[carece de fontes?]
A Festa do Divino Espírito Santo de Pirenópolis, é uma festa religiosa de origem portuguesa que dura cerca de 20 dias e foi reconhecida como Patrimônio Cultural brasileiro. Mantém como símbolos o Imperador do Divino, a coroa, o cetro e as bandeiras.  Ambas acontecem durante as festividades de Pentecostes, 50 dias após a Páscoa, e reúnem diversas outras manifestações, como congadas, reinados, juizados, folias, queima de fogos, pastorinhas, missas e a "Novena do Divino", com seus cânticos em latim pelo Coro e Orquestra Nossa Senhora do Rosário da Banda Phoenix.

## Meio ambiente
Cercada de morros e de privilegiada localização geográfica, estando aos pés da Serra dos Pireneus, Pirenópolis se destaca por manter uma natureza preservada. É o município goiano que mais Unidades de conservação possui, são ao todo 8 UCs, entre Parque (Parque Estadual da Serra dos Pireneus), Monumento Natural (Monumento Natural Cidade de Pedra), Área de Preservação Ambiental (APA dos Pireneus) e 5 RPPNs (Fazenda Arruda, Reserva Ecológica Vargem Grande, Fazenda Vagafog, Santuário Flor das Águas e Santuário Gabriel). O Cerrado é a vegetação predominante. Por possuir, em seu território diversas altitudes, como a do Pico dos Pireneus que se encontra a 1385 m, é possível observar todas as diversas fito-fisionomias (formações vegetais) do Cerrado.

## Economia

### Turismo

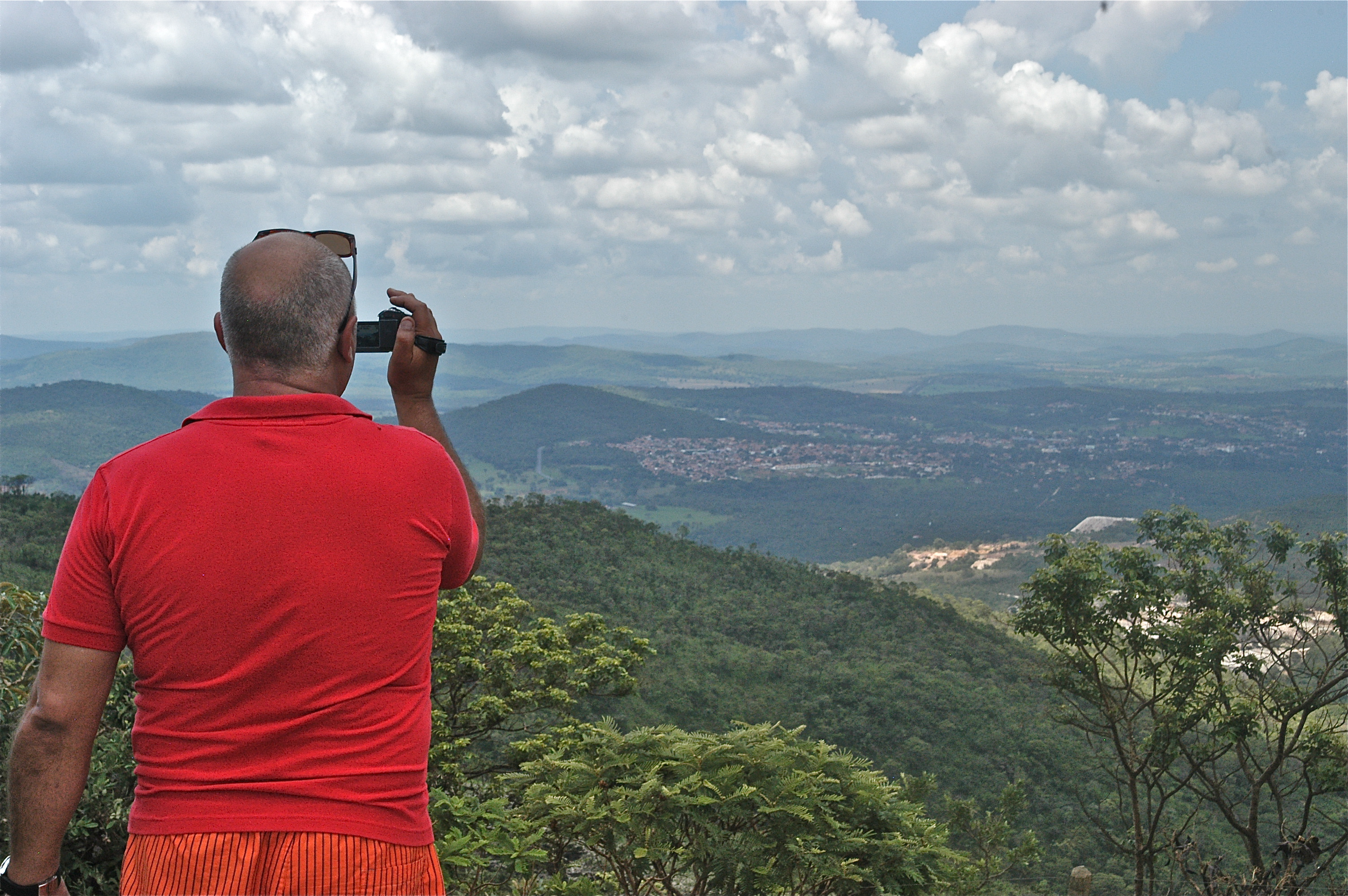
Turista filmando a cidade do alto, na subida da serra e a caminho de cachoeiras

Atividade de grande relevância principalmente no âmbito urbano e que emprega boa parte desta população. Os dados estatísticos oficiais são muito subdimensionados, ou mesmo nulos, devido ao grande índice de informalidade. Em épocas de feriados, o aquecimento da economia é visível devido ao grande fluxo de visitantes, estendendo-se direta e indiretamente a todo o município e aos municípios vizinhos como Corumbá de Goiás e Cocalzinho de Goiás.
Para visitar os roteiros turísticos, o visitante dispõe de uma infraestrutura bem montada, com um CAT - Centro de Apoio ao Turista, diversas agências, restaurantes, pousadas, lojas, fazendas de ecoturismo e guias de turismo. Os principais atrativos são as cachoeiras e reservas naturais. Mas o município encanta com seu visual limpo e o horizonte cercado de morros. À noite, há bares e restaurante com música ao vivo na Rua do Lazer e o folclore e a cultura popular são ricas e encantadoras. Em suma, Pirenópolis ainda é um município de interior com povo pacato, hospitaleiro e festivo, onde se pode caminhar por ruas de pedras a cumprimentar a todos e a se estender numa prosa boa.

### Mineração
Destaca-se como uma das principais atividades do município a mineração do quartzito. Com um Produto Interno Bruto (PIB) de R$ 93,953 milhões em 2002, de acordo com dados da Secretaria de Planejamento do Estado de Goiás, o município tem cerca de 70% de sua economia ligada à extração do quartzito, o que representa movimentação de R$ 65,76 milhões por ano. Há também, em menor escala, a exploração de calcários, pedras ornamentais, argila e areia.

### Pecuária
O maior número de produtores rurais trabalha com a pecuária de corte nos moldes tradicionais e extensivos. Há também a produção de leite e derivados.

### Agricultura
Destaca-se o plantio de tomate, milho, mandioca, soja, seringueira, maracujá, tangerina e banana, sendo esta última a principal atividade na fruticultura.

### Comércio
O comércio se resume a produtos básicos para a população local e o comércio turístico, como artesanatos, roupas e lembranças, e se concentra no núcleo urbano.

### Arte e artesanato

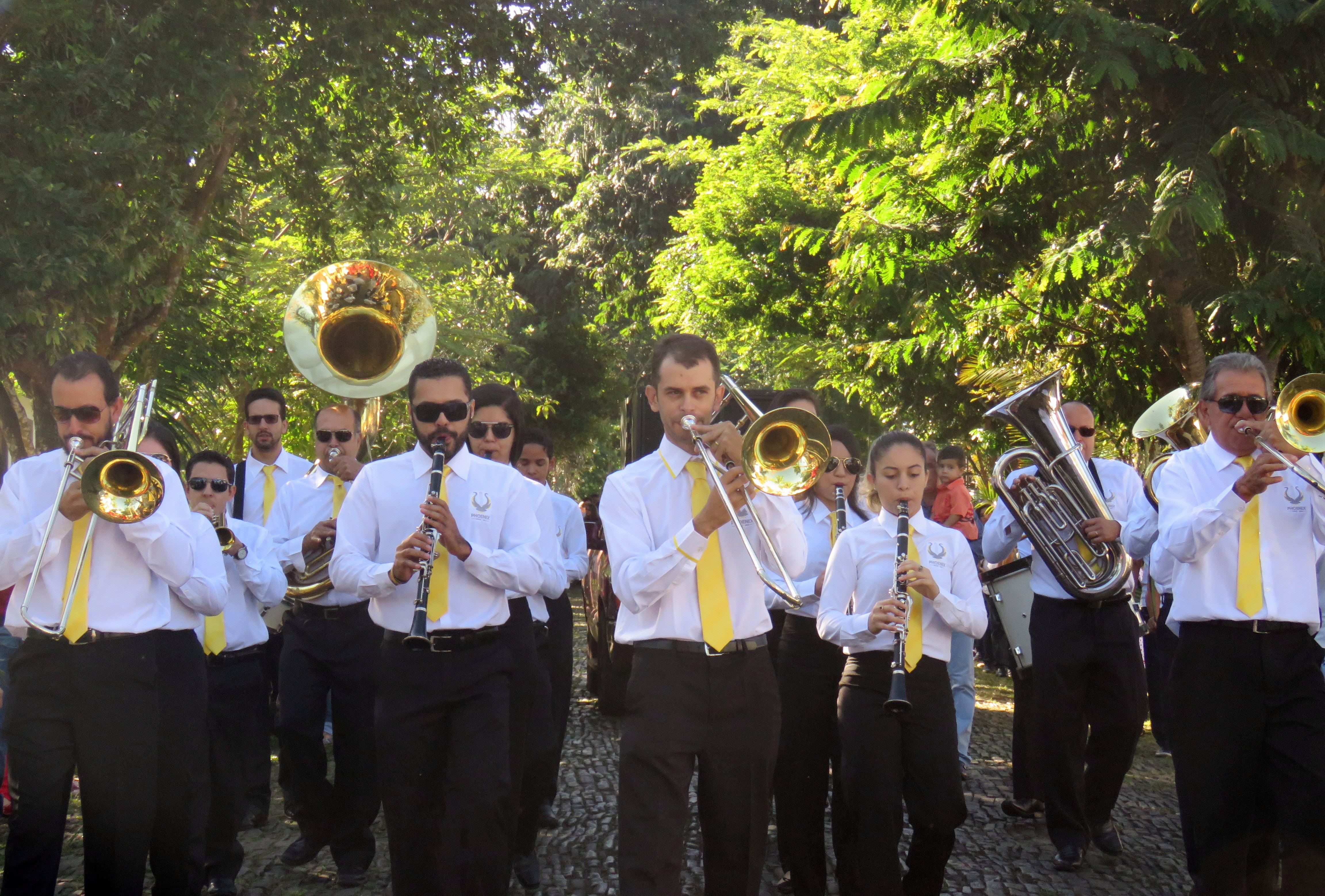
Apresentação da Banda Phoenix durante a Procissão de Ramos na Semana Santa.

O artesanato típico de Pirenópolis provém da produção de bens de consumo básicos da população, como os tecidos rústicos feitos em teares de madeira e a cerâmica utilitária. Nas artes, destaca-se a talha dos altares barroco e do rococó das antigas igrejas e capelas. Desenhos de Antônio da Costa Nascimento (Tonico do Padre), Francisco Herculano de Pina e Ignácio Fragoso de Albuquerque, responsáveis pela pintura do forro da Capela-mor da Igreja Matriz no século XIX; poesias e pinturas em óleo sobre tela, em especial os contemporâneos Pérsio Forzani, José Inácio Santeiro e Sérgio Pompêo.
Na década de 1980, foi introduzida por hippies o artesanato de joias de prata, que se difundiu no município e formou dezenas de ateliês. Pelo incremento do turismo, diversos artistas e artesãos vieram a se estabelecer em Pirenópolis, o que aumentou consideravelmente a diversidade e a produção artística do município. Ainda na parte artística a cidade possui a mais antiga Coro e Orquestra em atuação no estado o Coro e Orquestra Nossa Senhora do Rosário fundado em conjunto com a Banda Phoenix, em 23 de julho de 1893 pelo maestro Joaquim Propício de Pina, ambos atuantes e presentes na cultura da cidade.

### Serviços
A cidade conta com cinco agências bancárias sendo: Banco do Brasil, Itaú, Sicoob, Bradesco, Caixa Econômica Federal. Além das agências, a cidade conta com uma casa lotérica e uma conveniência do banco BRB.

## Infraestrutura

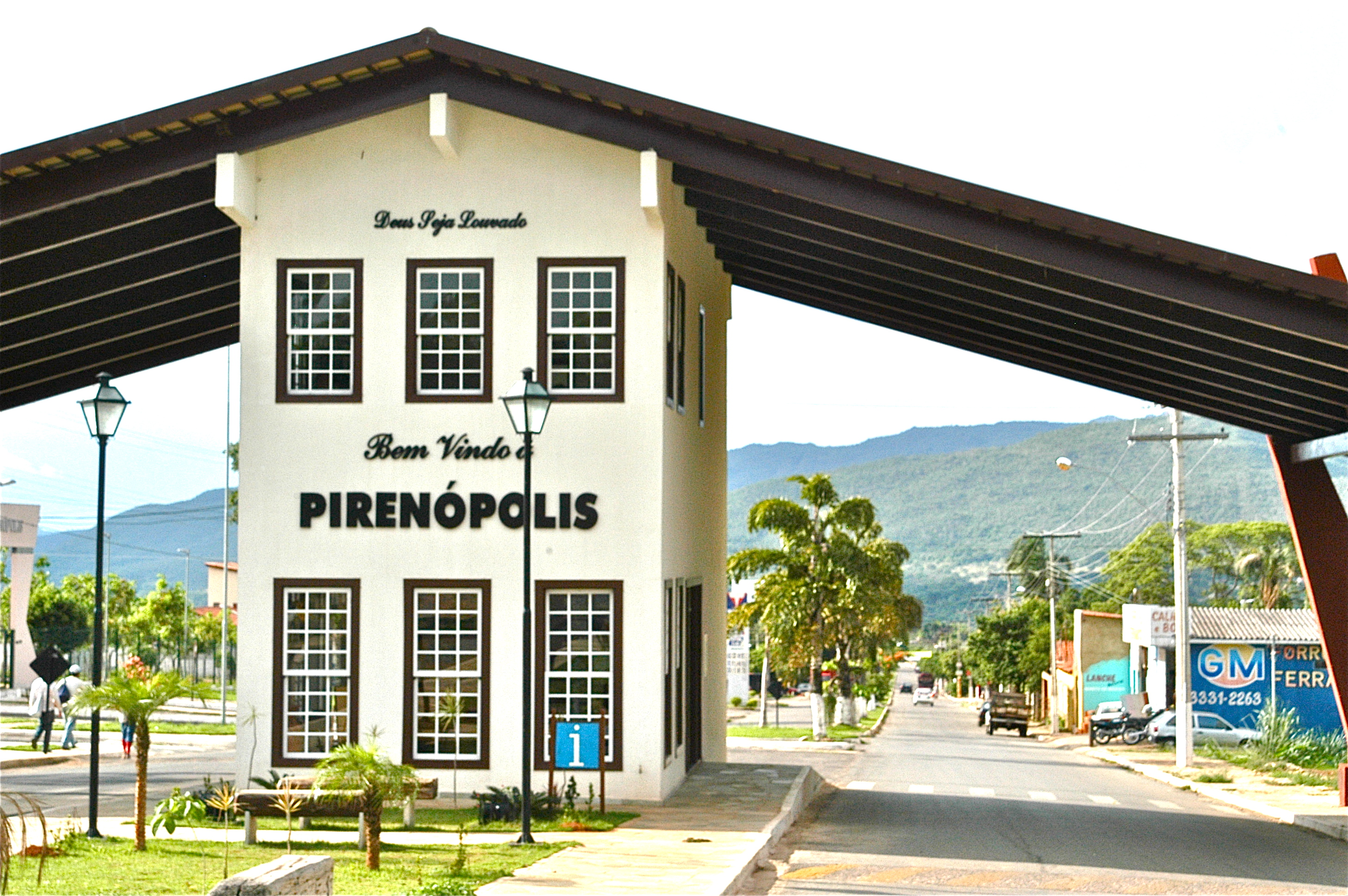
Portal da cidade

### Rodovias
Rodovias que cruzam o município:
- BR-070 Aprox. 99,20 km (sendo 45,30 km no município de Pirenópolis) (Trecho: Entr. BR-414 (Cocalzinho de Goiás)/ Entr. Rodovia Parque dos Pireneus/ Divisa com Pirenópolis/ Entr. GO-338/ Entr. Estrada Municipal Bom Jesus/ Pov. Santo Antônio/ Divisa com Jaraguá/ Divisa com São Francisco de Goiás/ Entr. BR-153) - Não Pavimentada
- BR-153 - Aprox. 50,70 km (sendo 19,60 km no município de Pirenópolis) (Trecho: Pov. Interlândia (Anápolis)/ Divisa com Pirenópolis/ Entr. GO-431/ Entr. GO-553/ Distr. Jaranápolis/ Pov. Índio/ Divisa com São Francisco de Goiás/  Entr. GO-080 / Entr. BR-070) - Pavimentada
- GO-225- Aprox. 16,80 km (sendo 6,40 km no município de Pirenópolis) (Trecho: Corumbá de Goiás/ Divisa com Pirenópolis/ Entr. GO-338 (Pirenópolis)) - Pavimentada
- GO-338 - Aprox. 88,20 km (sendo 65,40 km no município de Pirenópolis) (Trecho: Pov. Planalmira (Abadiânia)/ Divisa com Pirenópolis/ Entr. GO-225 (Pirenópolis)/ Entr. GO-431 (Pirenópolis)/ Entr. BR- 070/ Pov. Placa/ Entr. GO-479/ Entr. GO-473 (Pov. Malhador)) - Pavimentada, (Entr. GO-473 (Pov. Malhador) /Divisa com Goianésia) - Em Pavimentação, (Divisa com Goianésia / Entr. GO-080 (Goianésia)) - Pavimentada
- GO-431 - Aprox. 27,30 km (Entr. BR- 153/ Entr. GO-562/ Entr. GO-338 (Pirenópolis)) - Pavimentada
- GO-473 - Aprox. 29,80 km (sendo 8,60 km no município de Pirenópolis) (Entr. GO-338 (Pov. Malhador)/ Entr. GO-479/ Divisa com Vila Propício/ Vila Propício) - Não Pavimentada
- GO-479 - Aprox. 20,00 km (Pov. Capela do Rio do Peixe/ Entr. GO-338 (Pov. Placa) / Distr. Lagolândia) - Pavimentada,  (Distr. Lagolândia/ Entr. GO-473) - Não Pavimentada
- GO-553 - Aprox. 6,80 km (Entr. BR-153 (Distr. Jaranápolis)/ Pov. Radiolândia) - Pavimentada
- GO-562 - Aprox. 2,20 km (Entr. GO-431/ Pov. Caxambú) - Pavimentada
- Estrada Municipal (Em Processo de Estadualização) Povoado Índio/ Distrito de Jaranápolis - Aprox. 1,00 km (Distr. Jaranápolis/ Pov. Indio) - Não Pavimentada
- Estrada Municipal Povoado Bom Jesus - Aprox. 8,50 km (Entr. BR-070 (Pov. Santo Antônio)/ Pov. Bom Jesus) - Não Pavimentada
- Rodovia Parque dos Pireneus - Aprox. 21,10 km (sendo 16,5 km no município de Pirenópolis) ( Pirenópolis/ Divisa com Cocalzinho de Goiás/ Entr. BR 070) - Não Pavimentada

### Aeroporto
O Aeroporto de Pirenópolis (ICAO: SNMH), inaugurado oficialmente em 2005, foi homologado pelas autoridades aeronáuticas:
- Dados: Aeroporto de Pirenópolis, elevação: 2580', pista: 1300 x 30m.
- Outros: heliponto para 3 helicópteros, amplo pátio de estacionamento, biruta, pista balizada com iluminação noturna, farol rotativo e gerador emergencial.
- Coordenadas: Latitude: 15° 50' 54".51 S Longitude: 048° 59' 00".29 O

### Educação
Pirenópolis possui 24 escolas no qual compõe o sistema público de ensino primário e secundário, 1 Centro Municipal de Educação Infantil e 1 Complexo Educacional de Educação Infantil além de uma escola particular. No ensino Superior, a cidade possui um campus da Universidade Estadual de Goiás.

## Cidadãos ilustres

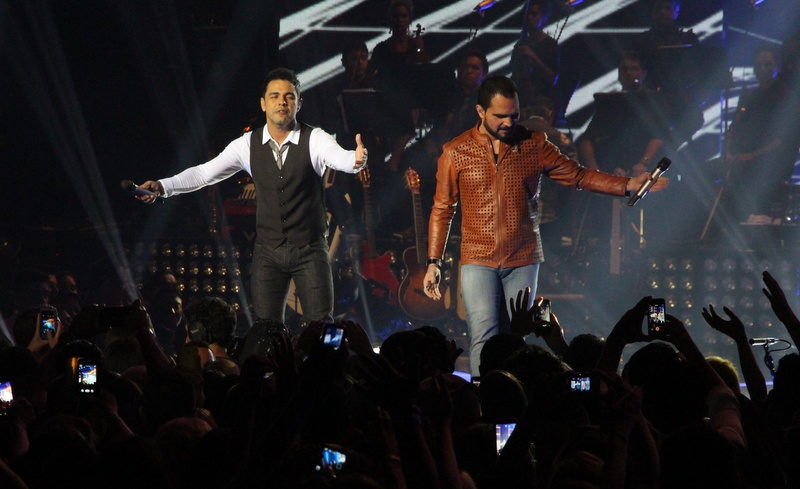
A dupla Zezé Di Camargo & Luciano é natural de Pirenópolis.

- Comendador Christóvam José de Oliveira (Romaria dos Pireneus)
- Marechal Joaquim Xavier Curado [89]
- Professor Jarbas Jayme
- Benedita Cipriano Gomes, a Santa Dica de Lagolândia
- José Joaquim da Veiga Vale
- Mirosmar José de Camargo (Zezé Di Camargo da dupla Zezé Di Camargo & Luciano)
- Welson David Camargo (Luciano da dupla Zezé Di Camargo & Luciano)